# Ruée vers l'or du Klondike
La ruée vers l'or du Klondike (en anglais : Klondike Gold Rush), parfois appelée ruée vers l'or de l'Alaska et plus rarement ruée vers l'or du Yukon est une ruée vers l'or qui attira environ 100 000 prospecteurs dans la région du Klondike dans le territoire canadien du Yukon entre 1896 et 1899. De l'or y fut découvert le 16 août 1896 et lorsque les nouvelles arrivèrent à San Francisco l'année suivante, elles entraînèrent une ruée. Le trajet à travers le terrain difficile et le climat froid avec de lourdes charges se révéla trop dur pour de nombreux prospecteurs et entre 30 000 et 40 000 seulement arrivèrent sur place. Environ 4 000 trouvèrent de l'or. La ruée se termina en 1899 lorsque de l'or fut découvert à Nome en Alaska et de nombreux prospecteurs quittèrent le Klondike. La ruée a été immortalisée par des livres comme L'Appel de la forêt et des films tels que La Ruée vers l'or.
Les prospecteurs avaient commencé à chercher de l'or dans le Yukon dès les années 1880. La découverte d'importants dépôts le long de la rivière Klondike en 1896 fut accueillie avec enthousiasme sur place mais l'isolement de la région et le climat extrême retardèrent la transmission des informations l'année suivante. La ruée commença avec l'arrivée de chargements d'or d'une valeur totale de 1 139 000 $ (plusieurs milliards de dollars actuels) dans les ports de la côte ouest des États-Unis en juillet 1897. Les articles des journaux sur l'or engendrèrent une hystérie collective et beaucoup quittèrent leurs emplois pour partir vers le Klondike en tant que prospecteurs.
La plupart rejoignirent les champs aurifères par les ports de Dyea et de Skagway dans le Sud-Est de l'Alaska, avant de franchir la chaîne Côtière par les cols White et du Chilkoot et de descendre les cours d'eau jusqu'au Klondike.
Le gouvernement canadien imposa que chaque prospecteur emporte de quoi manger pendant un an, et la plupart transportaient seuls leur équipement, dont le total atteignait fréquemment la tonne. Le terrain montagneux et le climat glacial firent que ceux qui n'abandonnèrent pas, ou ne périrent pas durant le voyage, n'arrivèrent qu'à l'été 1898. Une fois sur place, les meilleures opportunités avaient été prises et beaucoup quittèrent la région.
Les dépôts d'or étaient riches, mais inégalement répartis, et leur extraction était rendue difficile par le pergélisol. Certains mineurs amassèrent des fortunes en achetant et en vendant des concessions minières et en laissant les autres travailler pour eux. Des villes champignons poussèrent le long des pistes menant à Dawson City fondée au confluent de la rivière Klondike avec le fleuve Yukon à proximité du lieu de la première découverte.
La population de la ville passa de 500 habitants en 1896 à 30 000 à l'été 1898. Construite à la hâte et isolée, la ville fut victime d’incendies, de prix élevés et d’épidémies. Malgré cela, les prospecteurs les plus riches menaient un train de vie extravagant dans les bars de la ville.
La fin de la ruée fut accélérée par la découverte d'or à Nome en Alaska, et beaucoup de prospecteurs quittèrent le Klondike pour les nouveaux dépôts aurifères. Les villes champignons déclinèrent et la population de Dawson City s'effondra. Du point de vue minier, la ruée continua jusqu'en 1903, lorsque la production atteignit son maximum, grâce à l'utilisation d'équipements lourds. L'extraction de l'or a continué par intermittence jusqu'à aujourd'hui et on estime qu'environ 570 tonnes d'or (d'une valeur de 30 740 000 000 $ au 1er juillet 2005) ont été produites dans la région avant 2005. Le souvenir de la ruée vers l'or continue d'attirer les touristes dans la région et contribue à maintenir vivant son héritage.

## Contexte
Les peuples amérindiens du Nord-Ouest de l'Amérique du Nord échangeaient déjà des pépites de cuivre avant l'arrivée des Européens. La plupart des tribus savaient que de l'or se trouvait dans la région, mais le métal n'avait pas de valeur pour elles,,.
Les Russes et la Compagnie de la Baie d'Hudson avaient exploré le Yukon dans la première moitié du XIXe siècle, mais ignorèrent les rumeurs concernant l'or, pour se concentrer sur le commerce des fourrures, qui offrait des profits plus immédiats. Les prospecteurs américains commencèrent néanmoins à s'installer dans la région dans la deuxième moitié du XIXe siècle. Réalisant des accords avec les Tlingits et les Tagish, les premiers prospecteurs parvinrent à ouvrir les routes des cols White et du Chilkoot jusqu'à la vallée du Yukon entre 1870 et 1890.
Ils y rencontrèrent des chasseurs et des pêcheurs semi-nomades de la tribu Hän qui vivaient le long des cours d'eau Klondike et Yukon. Les Hän ne semblaient pas connaître l'existence des dépôts aurifères dans la région,.
En 1883, Ed Schieffelin (en) identifia des dépôts aurifères dans la région et une expédition organisée jusque dans la vallée de la rivière Fortymile découvrit de grandes quantités d'or. À la fin des années 1880, plusieurs centaines de mineurs se trouvaient dans les vallées du Yukon et du Klondike dans des petits camps et commerçaient avec les Hän,,.

## Découverte

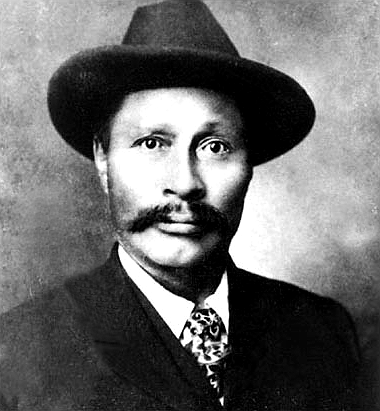
Skookum Jim, l'un des découvreurs en 1896

Déjà en 1891, le missionnaire baptiste Alexander McDonald découvre de l'or près de Fort Yukon.
Le 16 août 1896, un prospecteur américain appelé George Carmack, son épouse tagish Kate Carmack, son frère Skookum Jim et leur neveu Dawson Charlie (en) descendaient la rivière Klondike vers le sud,. Sur les conseils de Robert Henderson, un autre prospecteur, ils commencèrent à chercher de l'or dans la rivière alors appelée Rabbit Creek (« ruisseau du lapin »), l'un des affluents du Klondike qui fut par la suite renommée Bonanza Creek (« ruisseau du pactole »). On ne sait pas exactement qui a découvert l'or : Carmack déclara que c'était lui tandis que Skookum Jim et Dawson Charlie affirmèrent que c'était Jim. Quoi qu’il en soit, de grandes quantités d'or se trouvaient le long du cours d'eau.
Carmack mesura quatre bandes de terrains le long du cours d'eau pouvant être légalement exploitées par son propriétaire ; une pour lui-même, la seconde en récompense d'avoir découvert l'or et une pour Jim et Charlie. Jim avança par la suite que la propriété supplémentaire de Carmack était la sienne et qu'elle avait été attribuée à Carmack, car le groupe pensait que les autres prospecteurs ne reconnaîtraient pas une revendication réalisée par un Amérindien,.
Les concessions furent enregistrées le lendemain au poste de police à l'embouchure de la Fortymile et les nouvelles se répandirent rapidement dans les autres camps de la vallée du Yukon.
À la fin du mois d'août, tout le cours de la Bonanza Creek avait été attribué à des mineurs. Un prospecteur remonta ensuite un autre de ses affluents, par la suite renommé Eldorado Creek. Il y découvrit de nouveaux dépôts aurifères, qui se révélèrent plus riches que ceux de la Bonanza.
Les concessions commencèrent à être vendues à des mineurs et à des spéculateurs pour des sommes importantes. Juste avant Noël, les nouvelles des découvertes atteignirent Circle City, la grande implantation la plus proche en Alaska. Malgré l'hiver, de nombreux prospecteurs rejoignirent le Yukon en traîneaux pour obtenir les meilleures concessions.
Le monde extérieur ignorait encore largement ces nouvelles et même si des officiels canadiens étaient parvenus à envoyer un message à leurs supérieurs à Ottawa, au sujet des découvertes et de l'afflux de prospecteurs, le gouvernement ne s'intéressa pas beaucoup au sujet. La neige empêcha les déplacements pendant l'hiver et les premiers bateaux ne quittèrent la région qu'en juin 1897 avec les premières pépites d'or et l'annonce des découvertes.

## Début de la ruée

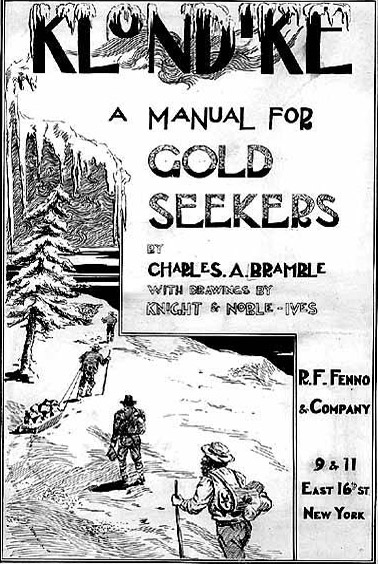
Manuel du prospecteur publié en 1897

La ruée vers le Klondike impliqua environ 100 000 prospecteurs, mais seulement entre 30 000 et 40 000 arrivèrent dans les champs aurifères,. Elle commença le 15 juillet 1897 à San Francisco et deux jours plus tard à Seattle lorsque deux prospecteurs revinrent du Klondike avec de grandes quantités d'or. La presse rapporta que les premiers navires avaient rapporté 1 139 000 $ (31 892 000 $ de 2012) dans les ports de l'Ouest des États-Unis, même si cela se révéla être une sous-estimation. La ruée des prospecteurs attira tellement l'attention qu'elle fut rejointe par des écrivains, des photographes et des commerçants.
Différents facteurs sont à la base de cette réaction soudaine. Économiquement, les États-Unis étaient plongés dans une série de récessions économiques et de faillites bancaires dans les années 1890.
L'étalon-or de l'époque liait le papier monnaie à la production d'or et les pénuries de la fin du XIXe siècle faisaient que les pièces en or prenaient rapidement de la valeur par rapport aux billets de banque et qu'elles étaient thésaurisées. Cela avait contribué aux paniques financières de 1893 et 1896 et à la forte hausse du chômage. Le Klondike pouvait subvenir aux besoins en or des pays développés et offrir des opportunités bien payées aux chômeurs,.
L'historien Pierre Berton écrivit que psychologiquement, le Klondike « était juste assez à l'écart pour être romantique et suffisamment proche pour être accessible ». De plus, les ports de la côte Pacifique les plus proches des lieux de découverte d'or cherchaient désespérément à encourager le commerce dans la région. Les journalistes firent la publicité de l'événement et les histoires humaines qui se trouvaient derrière. Une campagne de promotion mondiale largement conçue par Erastus Brainerd, un journaliste de Seattle, aida à établir la ville comme le point de départ à destination des champs aurifères et un centre de ravitaillement,.

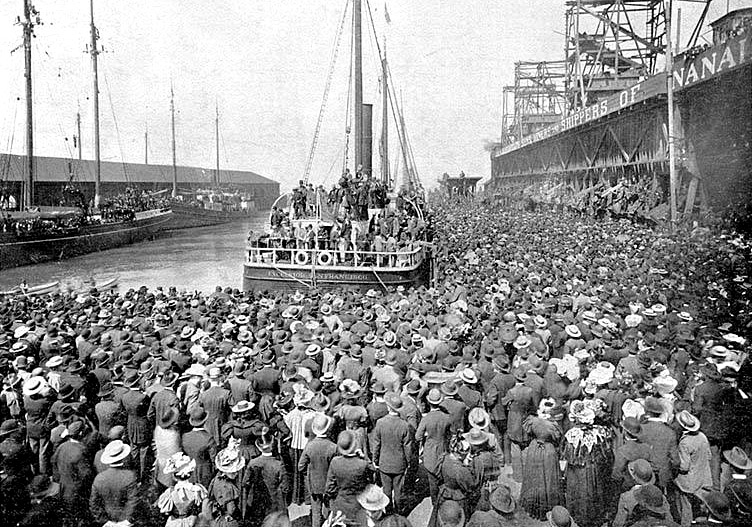
Le SS Excelsior quitte San Francisco le 28 juillet 1897 pour le Klondike.

Les prospecteurs étaient d'origines variées même si entre 60 et 80 % d'entre eux étaient américains ou récemment arrivés aux États-Unis,,. La plupart n'avaient aucune expérience dans le domaine de la prospection et les démissions de masses des employés devinrent célèbres. À Seattle, le maire William D. Wood, l'ancien gouverneur John McGraw, douze policiers et un pourcentage significatif de conducteurs de tramway rejoignirent la ruée. Frederick Burnham, un fameux éclaireur et explorateur américain, revint d'Afrique pour participer à la ruée, mais fut rappelé pour participer à la guerre hispano-américaine,.
Parmi ceux qui documentèrent la ruée figuraient le photographe suédois Eric A. Hegg, qui réalisa les images iconiques du col Chilkoot et le journaliste Tappan Adney, qui réalisa par la suite, un récit de première main de la ruée,.
Jack London, le futur auteur américain, quitta son travail pour chercher de l'or, mais il gagna essentiellement son argent en travaillant pour des prospecteurs,. Certains revinrent d'Angleterre pour tenter leur chance, comme W. H. Davies, clochard de son état, mais qui fut victime d'un grave accident en sautant d'un train en marche ; il décrit cet épisode dans son livre L'Autobiographie d'un super-vagabond.
Seattle et San Francisco rivalisèrent férocement pendant la ruée et Seattle remporta la plus grande partie du commerce. La publicité autour de la ruée entraîna la mise sur le marché d'un tourbillon de produits estampillés « Klondike » supposément conçus pour le Nord-Ouest,. Des guides de voyage plus ou moins sérieux furent publiés et donnaient des conseils sur les routes, les équipements, l'extraction minière et le capital nécessaire à l'entreprise,. Les journaux de l'époque qualifièrent ce phénomène de « Klondicitis ».

## Routes d'accès au Klondike

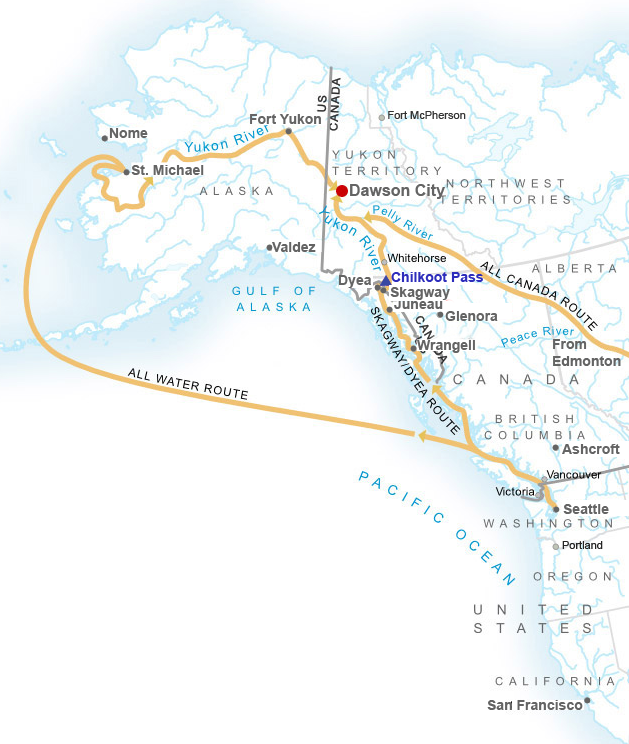
Routes vers le Klondike (point rouge)

À la fin du XIXe siècle, il existait deux routes établies vers l'intérieur du Yukon : remonter le fleuve Yukon depuis son embouchure dans la mer de Béring ou par les ports de Dyea et Skagway dans le Sud-Est de l'Alaska jusqu'à la source du fleuve Yukon et le descendre en bateau ou canoës. Les autres routes étaient plus ou moins improvisées et suivaient les anciennes pistes des trappeurs et des précédentes ruées vers l'or.
Le voyage était rendu particulièrement difficile par la géographie et le climat. La région était montagneuse, les rivières étaient sinueuses et parfois infranchissables ; le court été pouvait être étouffant tandis que pendant l'hiver, s'étendant d'octobre à juin, les températures pouvaient descendre à −50 °C,.
Certains voyageurs avaient amené des chiens, des chevaux, des bœufs ou des ânes, pour transporter leur équipement, tandis que d'autres devaient le porter sur leur dos ou sur des luges poussées ou tirées à la main. Peu après le début de la ruée en 1897, les autorités canadiennes imposèrent à quiconque entrant dans le territoire du Yukon d'emporter avec soi de quoi manger pendant un an, soit environ 520 kg. Lorsque les outils, les vêtements et les autres équipements étaient ajoutés, un voyageur devait transporter près d'une tonne de ravitaillement. Sans surprise, le prix des animaux de trait s'envola : à Dyea, même les chevaux de qualité médiocre pouvaient être vendus 700 $ (19 600 $ de 2012) ou être loués pour 40 $ (1 120 $ de 2012) par jour.

### Routes maritimes
Depuis Seattle ou San Francisco, les prospecteurs pouvaient rejoindre par la mer les ports de la côte de l'Alaska. L'augmentation soudaine de la demande poussa de nombreux bateaux à se reconvertir dans le transport de passagers et de leurs marchandises. Beaucoup de navires dangereux furent mis en service comme des bateaux à roues à aubes, des barges et des vraquiers encore pleins de poussière de charbon. Tous étaient surchargés, et beaucoup sombrèrent.
Les prix montèrent en flèche; au début de la ruée, la traversée de Seattle à Dyea coûtait 40 $ (1 120 $ de 2012) mais les prix montèrent rapidement à 100 $ (2 700 $ de 2012). Les compagnies maritimes hésitaient à annoncer leurs prix à l'avance, car elles pouvaient ainsi accroître leurs prix chaque jour.
Il était possible de naviguer jusqu'au Klondike en longeant la côte Pacifique de l'Alaska jusqu'à l'embouchure du fleuve Yukon à St. Michael, où un navire remontait ensuite le fleuve jusqu'à Dawson City,. Cette route maritime, également appelée « route du riche », était coûteuse et longue, 7 600 km de long au total mais elle avait l'avantage de la rapidité et d'éviter le trajet terrestre. En 1897, 1 800 voyageurs empruntèrent cette route, mais la majorité d'entre eux fut bloquée le long du fleuve, lorsque ce dernier gela en octobre. Seuls 43 parvinrent dans le Klondike avant l'hiver et 35 d'entre eux durent faire demi-tour, car ils avaient abandonné leurs équipements en route, pour arriver le plus vite possible.
Les autres restèrent bloqués dans des camps isolés, le long de la rivière gelée, dans des conditions souvent difficiles.

### Routes terrestres

#### Pistes du Sud-Est de l'Alaska

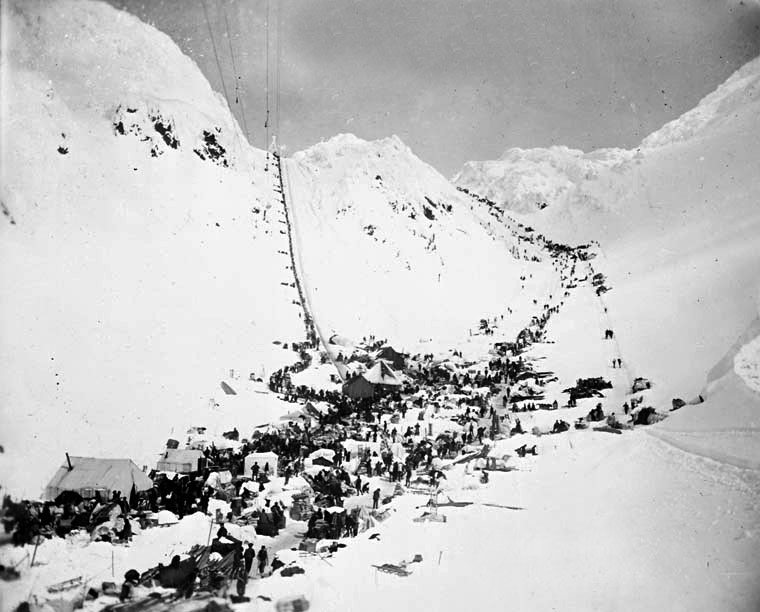
Le col Chilkoot avec les « Échelles » à droite et les « Marches d'Or » à gauche, mars-avril 1898.

La plupart des prospecteurs débarquaient dans les villes de Dyea et de Skagway situées dans le fjord Lynn au Sud-Est de l'Alaska. Ils marchaient ensuite sur 50 km à travers la chaîne Côtière pour entrer dans le territoire canadien du Yukon et suivre le réseau fluvial jusqu'au Klondike. Des camps de tentes se formaient le long des pistes, aux endroits où les prospecteurs devaient s'arrêter pour manger ou dormir, ou du fait d'obstacles comme les lacs gelés à la source du Yukon,.
Ceux qui débarquaient à Skagway devaient traverser le col White. Le début de la piste était relativement facile à suivre, mais elle continuait ensuite dans les montagnes, où les passages se réduisaient parfois à 60 cm de large et étaient à certains endroits couverts d'éboulis et de pierres coupantes. Dans ces conditions, les animaux de trait périssaient en grand nombre et un passage fut appelé Dead Horse Gulch («Ravin du Cheval mort») tandis que la piste fut surnommée Dead Horse Trail (« Piste du Cheval mort »),. Le nombre de prospecteurs et le temps humide rendirent rapidement la piste inutilisable et elle fut officiellement fermée à la fin de l'année 1897, laissant 5 000 personnes bloquées à Skagway.
Une piste alternative, utilisable par les chariots, fut finalement construite et elle permit, grâce au temps froid qui solidifia la boue, de rouvrir le col White. Le passage du ravitaillement et des équipements à travers le col devait se faire par étapes. La plupart des prospecteurs répartissaient leurs possessions en paquets de 30 kg pouvant être portés à dos d'hommes ou en charges plus lourdes pouvant être poussées à la main sur une luge. Le transport de tout le matériel nécessitait environ trente allers-retours, soit un total d'environ 4 000 km, avant qu'il n'arrive au bout de la piste. Même avec une luge résistante, un homme fort devait parcourir 1 600 km et avait besoin de 90 jours pour atteindre le lac Bennett,.

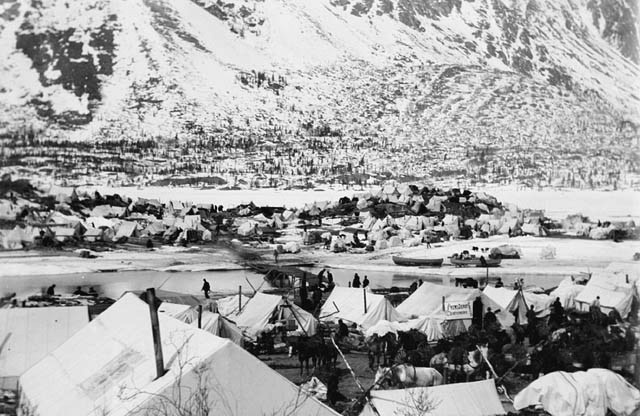
Les prospecteurs dans leur camp de tentes au bord du lac Bennett attendent la débâcle sur le fleuve Yukon, mai 1898.

Ceux qui débarquaient à Dyea empruntaient généralement la piste Chilkoot et traversaient le col du même nom pour atteindre le lac Lindeman, qui alimentait le lac Bennett à la source du fleuve Yukon. Le col Chilkoot était plus élevé que le col White, mais il était plus fréquenté et près de 22 000 prospecteurs l'empruntèrent durant la ruée. La piste serpentait dans le fond de la vallée de la rivière Chilkoot jusqu'à un rebord plat, juste avant l'ascension principale qui était trop raide pour les animaux de trait. Le lieu était appelé les Scales (« Échelles ») et c'était à cet endroit que les marchandises étaient pesées avant que les prospecteurs ne puissent officiellement entrer au Canada.
Le froid, la pente raide et le poids des équipements rendaient l'ascension extrêmement difficile et il fallait parfois une journée pour franchir les 300 m de dénivelé. Comme sur la piste du col White, le ravitaillement était divisé en charges plus légères et transporté par étapes. Des porteurs étaient disponibles le long de la piste et faisaient payer jusqu'à 2 $ (60 $ de 2012) par kilogramme sur les dernières étapes ; la plupart de ces porteurs étaient Amérindiens, appartenant à la tribu Tlingit, et plus rarement à celle des Tagish,,.
Les avalanches étaient fréquentes dans les montagnes et le 3 avril 1898, plus 60 personnes furent tuées alors qu'elles franchissaient le col Chilkoot,.
Des entrepreneurs commencèrent à créer des améliorations avec l'avancée de l'hiver. Des marches furent creusées dans la glace et pouvaient être empruntées moyennant un tarif journalier ; cet escalier de 1 500 marches fut appelé les Golden Steps (« Marches d'Or »).
En décembre 1897, un funiculaire entraîné par une corde tirée par un cheval tournant en rond à la base du col fut installé par Archie Burns, pour transporter les paquets sur les dernières étapes du col Chilkoot. Cinq autres furent rapidement installés, dont un alimenté par une machine à vapeur et demandaient entre 15 et 60 cents (6 et 19 $ de 2012) par kilogramme. Un téléphérique construit au printemps 1898 pouvait transporter 9 tonnes de marchandises jusqu'au sommet en une heure,.

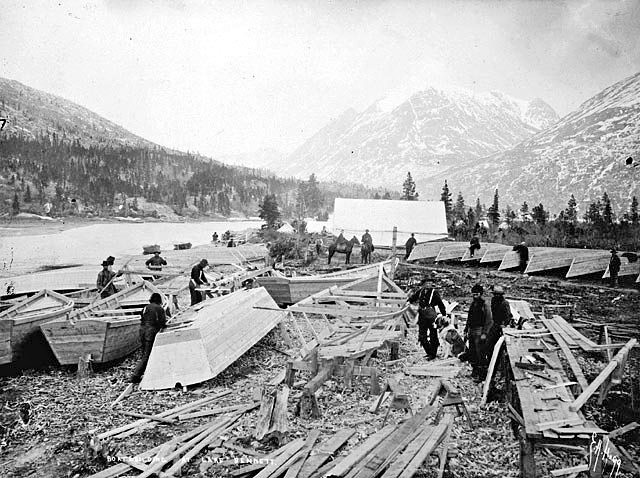
Construction de navires sur le lac Bennet en 1897 ou 1898

Arrivés aux lacs Bennett et Lindeman, les prospecteurs s'arrêtaient pour construire des radeaux ou des bateaux pour parcourir les derniers 800 km sur le fleuve Yukon, jusqu'à Dawson City. 7 124 bateaux de tailles et qualité variables partirent en mai 1898 ; à ce moment, les forêts autour des lacs avaient été largement déboisées pour obtenir du bois. Le fleuve était un nouvel obstacle, car il existait plusieurs rapides jusqu'à Whitehorse. Après le naufrage de nombreuses embarcations et la mort de centaines de personnes, la Police montée du Nord-Ouest introduisit des règles de sécurité, contrôla les navires avec attention et interdit aux femmes et aux enfants de franchir les rapides, qu'ils devaient contourner à pied.
D'autres règles imposaient que chaque navire transportant des passagers devait être manœuvré par un pilote pour environ 25 $ (700 $ de 2012). Certains prospecteurs descendaient simplement de leurs embarcations qu'ils lançaient sans personne à bord dans les rapides avec l'intention de les récupérer de l'autre côté. Durant l'été 1898, une voie ferrée, dont les wagons étaient tirés par des chevaux, fut installée par Norman Macaulay et pouvait transporter le matériel à travers le canyon pour 25 $ (700 $ de 2012), supprimant ainsi le besoin pour les prospecteurs de naviguer à travers les rapides.
Quelques autres pistes furent créées en 1898 depuis le Sud-Est de l'Alaska jusqu'au fleuve Yukon. L'une d'elles était la piste Dalton qui partait de Pyramid Harbor, non loin de Dyea, et traversait le col du Chilkat à environ 75 km à l'ouest du col Chilkoot avant de rejoindre le fleuve Yukon vers le nord. Elle fut créée par Jack Dalton en tant que piste d'été pour le bétail et les chevaux, et Dalton faisait payer un péage de 250 $ (7 000 $ de 2012). La route Takou partait de Juneau et partait vers le nord en direction du lac Teslin. De là, elle suivait une rivière jusqu'au Yukon où elle rejoignait les routes de Dyea et Skagway à mi-chemin du Klondike. Il existait enfin la route Stikine partant du port de Wrangell au sud-est de Juneau et qui suivait la rivière Stikine jusqu'à Glenora. Depuis cet endroit, les prospecteurs devaient transporter leur matériel sur 240 km jusqu'au lac Teslin où, comme la route Takou, ils rejoignaient le réseau fluvial du Yukon.

#### Routes entièrement canadiennes et américaines

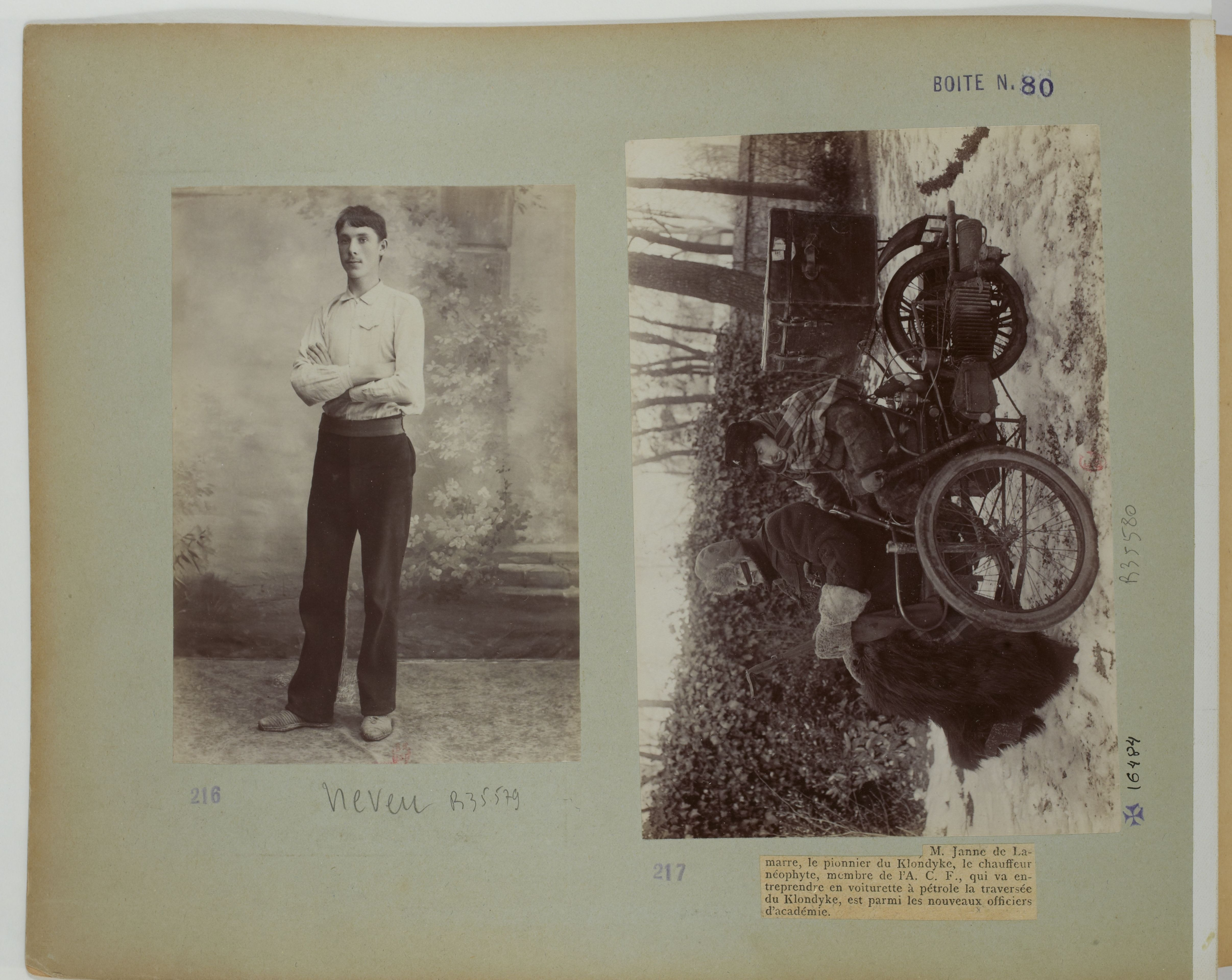
Le Français Janne de Lamarre, membre de l'A.C.F., en partance pour le Klondike (1899).

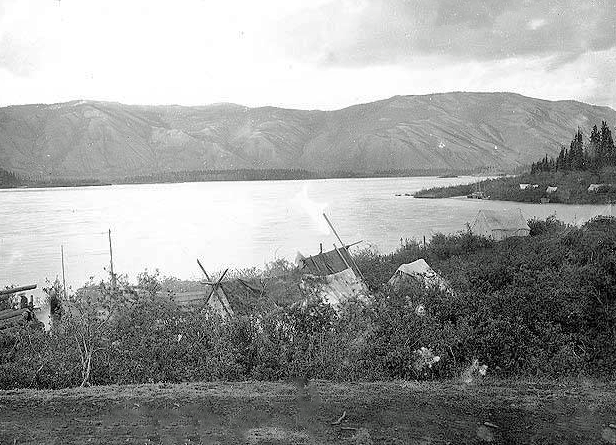
Campement de tentes le long de la rivière Pelly, un affluent du Yukon, en 1898

Les alternatives aux ports du Sud-Est de l'Alaska étaient les routes entièrement canadiennes ainsi appelées car elles restaient sur le sol canadien sur l'ensemble de leur parcours. Elles furent essentiellement empruntés par des sujets de l'Empire britannique pour des raisons patriotiques et pour éviter les douanes américaines. La première d'entre elles, d'environ 1 600 km de long, commençait à Ashcroft en Colombie-Britannique et traversait des marais, des gorges et des montagnes jusqu'à Glenora, où elle rejoignait la route de la rivière Stikine,. À partir de Glenora, les prospecteurs rencontraient les mêmes difficultés que ceux qui venaient de Wrangell. Au moins 1 500 hommes empruntèrent la piste Ashcroft et 5 000 autres la route Stikine. La boue et la neige fondue sur les deux routes se révélèrent éprouvantes à la fois pour les animaux de trait et les hommes.
Trois autres routes partaient d'Edmonton dans l'Alberta ; celles-ci n'étaient pas en meilleur état et étaient à peine des pistes, bien qu'elles aient été présentées comme «le chemin intérieur» et « la porte arrière du Klondike »,. L'une, la « route terrestre » se dirigeait vers le nord-ouest depuis Edmonton avant de rejoindre la rivière de la Paix et de continuer vers le Klondike en franchissant la rivière Liard. Les deux autres pistes, appelées les « routes fluviales » suivaient plus les cours d'eau de la région. L'une empruntait le fleuve Mackenzie jusqu'à Fort McPherson dans les Territoires du Nord-Ouest avant d'entrer en Alaska et de rallier le fleuve Yukon à Fort Yukon en aval du Klondike,. De là, les embarcations et les provisions devaient être remorquées vers l'amont du Klondike sur environ 640 km. La seconde empruntait des rivières et des pistes jusqu'au bassin versant du Yukon et suivait la rivière Pelly jusqu'à Dawson City. Environ 1 660 prospecteurs empruntèrent ces trois routes mais seulement 685 arrivèrent sur place et certains mirent 18 mois à faire le voyage.
Un équivalent aux routes entièrement canadiennes était la route entièrement américaine qui visait à rejoindre le Yukon depuis le port de Valdez en Alaska qui se trouvait plus au nord que Skagway. Elle permettait ainsi d'éviter les douanes canadiennes, et offrait une route entièrement contrôlée par les Américains jusqu'à l'intérieur. 3 500 hommes et femmes tentèrent le voyage à partir de la fin de l'année 1897.
En pratique, l'immense glacier Waldez se trouvant entre le port et l'intérieur de l'Alaska se révéla presque infranchissable et seulement 200 parvinrent à l'escalader ; en 1899, le froid et le scorbut provoquèrent de nombreuses victimes parmi le reste des voyageurs. D'autres prospecteurs essayèrent une route alternative à travers le glacier Malaspina se trouvant juste à l'est, mais ils rencontrèrent des difficultés encore plus importantes. Ceux qui parvinrent à franchir le glacier durent affronter des centaines de kilomètres d'étendues sauvages et leur expédition fut obligée de revenir en arrière et de retraverser le glacier ; finalement, seulement quatre hommes arrivèrent à Dawson City.

### Contrôles frontaliers

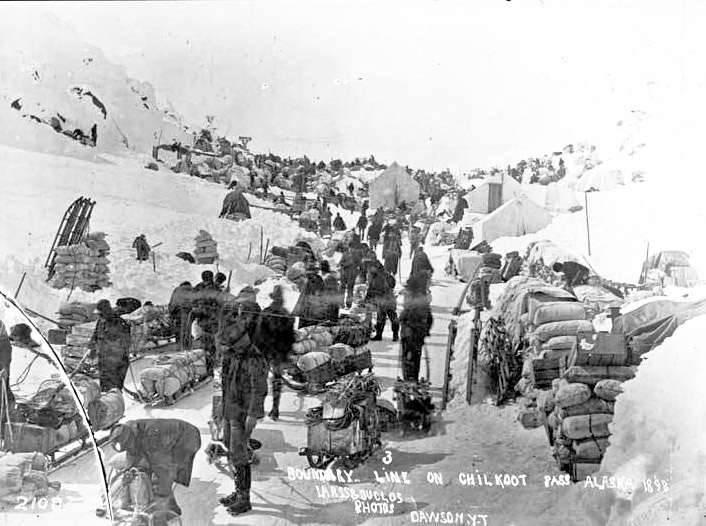
Prospecteurs et leur équipement à la frontière au col Chilkoot, 1898

Les frontières du Sud-Est de l'Alaska étaient disputées entre les États-Unis, le Canada et le Royaume-Uni depuis l'achat américain de l'Alaska à la Russie en 1867. Les États-Unis et le Canada revendiquaient tous deux la souveraineté sur les ports de Dyea et de Skagway. Cette dispute, associée au grand nombre de prospecteurs américains, aux quantités d'or extraites et aux difficultés d'imposer l'autorité gouvernementale sur une région aussi reculée, fit du contrôle des frontières une question sensible.
Au début de la ruée vers l'or, l'armée américaine envoya un petit détachement à Circle City pour intervenir si besoin dans le Klondike, tandis que le gouvernement canadien envisagea d'exclure tous les prospecteurs américains du territoire du Yukon. Aucune de ces décisions ne fut prise et les États-Unis acceptèrent de faire de Dyea un port d'entrée pour les Canadiens, où les navires britanniques pouvaient débarquer librement des passagers et des provisions canadiennes, tandis que le Canada autorisait aux mineurs américains de travailler dans le Klondike. Ces choix se révélèrent impopulaires auprès de leurs opinions publiques respectives : les hommes d'affaires américains se plaignaient de la perte de leur monopole dans le commerce dans la région et le public canadien demandait que des mesures soient prises contre les prospecteurs américains.
La Police montée du Nord-Ouest installa des postes de contrôles aux frontières du territoire du Yukon ou, lorsque la limite était disputée, à des points facilement contrôlables comme les cols White et du Chilkoot. Armées de mitrailleuse Maxim, ces unités contrôlaient que les prospecteurs possédaient bien de quoi tenir pendant un an dans le territoire du Yukon, confisquaient les armes illégales, empêchaient l'entrée de criminels américains et faisaient appliquer les règles douanières. Cette dernière mission était particulièrement impopulaire chez les prospecteurs américains, qui devaient payer en moyenne 25% de la valeur de leur matériel. La Police montée avait la réputation de tenir ces postes honnêtement même si elle fut occasionnellement accusée d'accepter des pots-de-vin.

## Prospection
Sur les 30 000 à 40 000 personnes ayant atteint Dawson City lors de la ruée, entre 15 000 et 20 000 devinrent finalement prospecteurs. Sur ces derniers, environ 4 000 trouvèrent de l'or (soit 20 à 25%) et seulement quelques centaines devinrent riches. Lorsque la majorité des prospecteurs arriva en 1898, les meilleures concessions avaient été revendiquées, soit par des mineurs établis depuis longtemps dans la région, ou par les premiers arrivés l'année précédente.
Les ruisseaux Bonanza, Eldorado, Hunker et Dominion furent tous achetés et près de 10 000 concessions avaient été enregistrées par les autorités en juillet 1898 ; un nouveau prospecteur devait donc s'éloigner de Dawson City pour se trouver un emplacement.
Du point de vue géologique, la région était traversée de veines d'or qui avaient été repoussées vers la surface par l'activité volcanique et avaient été érodées par les ruisseaux et les rivières. Certains dépôts aurifères se trouvaient dans les alluvions à proximité des cours d'eau, généralement entre 4,5 et 9 m sous la surface. Les autres, formés par des ruisseaux plus anciens, se trouvaient dans les montagnes. Trouver de l'or était difficile. Initialement, les prospecteurs avaient supposé que tout l'or se trouvait le long des cours d'eau existants et ils ne commencèrent à exploiter les montagnes qu'à la fin de l'année 1897. L'or était inégalement réparti dans les zones où il était trouvé, et le choix de bons sites était donc une tâche ardue. La seule manière d'être sûr que l'or était présent était de mener des forages d'exploration.

### Méthodes

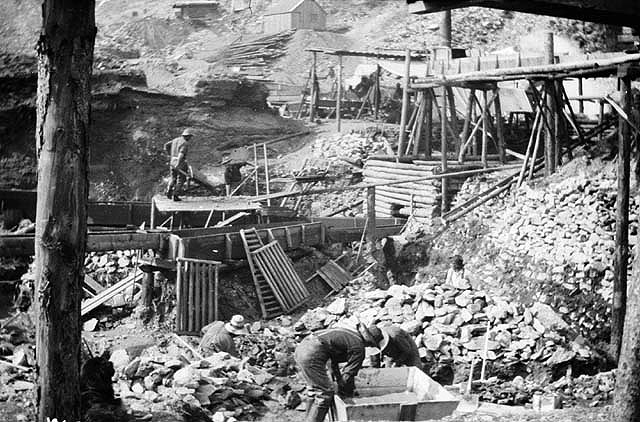
Opérations d'extraction de l'or dans le Klondike

L'extraction commençait par l'enlèvement de la végétation et des débris. Des trous étaient ensuite creusés dans le sol pour localiser le possible filon d'or. Si cette exploration était fructueuse, l'extraction pouvait commencer et l'excavation était suivie avec soin pour atteindre précisément la veine aurifère. Dans le climat subarctique du Klondike, une couche de pergélisol dur se trouvait à environ 2 m de profondeur,. Avant la ruée, l'exploitation minière n'avait donc lieu que durant les mois d'été, mais la pression de la ruée vers l'or rendit un tel délai inacceptable.
La technologie de la fin du XIXe siècle comme l'extraction hydraulique, le décapage du mort-terrain et le dragage aurifère était capable de résoudre ce problème, mais elle nécessitait des équipements lourds, qui ne pouvaient pas être acheminés au Klondike durant la ruée,.
Les prospecteurs utilisaient donc des feux de bois pour ramollir le sol, sur une profondeur d'environ 35 cm, et enlevaient le gravier. Le processus était répété jusqu'à trouver l'or. En théorie, aucun support n'était nécessaire car le pergélisol maintenait la cohésion des flancs de l'excavation, mais il arrivait que ce dernier fonde, durant l'été ou du fait des feux, et provoque des effondrements. Les feux produisaient également des gaz nocifs qui devaient être chassés par des soufflets ou d'autres outils,. La terre extraite gelait rapidement pendant l'hiver et ne pouvait être traitée que durant les mois d'été,. Une technique plus efficace était la décongélation à la vapeur, qui fut développée entre 1897 et 1898. Celle-ci utilisait une chaudière pour pomper de la vapeur directement dans le sol, mais comme elle nécessitait des équipements supplémentaires, elle ne fut pas très utilisée pendant la ruée.
Pendant l'été, l'eau était utilisée pour séparer la terre et le gravier de l'or plus lourd. Les prospecteurs utilisaient des batées ou des rampes de lavage composées d'éléments en bois de 4,5 m de long dans lesquelles la terre était lavée ; jusqu'à 20 de ces éléments pouvaient être nécessaires. Ces rampes demandaient de grandes quantités d'eau et ce volume était habituellement obtenu en construisant des barrages et des canaux. Les mineurs extrayant de l'or dans les montagnes ne pouvaient utiliser les rampes de lavage, car il était impossible de pomper l'eau jusqu'à eux. Ces prospecteurs utilisaient des rockers, des caisses en bois pouvant être balancées à la manière d'un berceau, pour créer le mouvement nécessaire à la séparation. L'or extrait était finalement exporté en dehors du Klondike. Il était échangé contre du papier monnaie à hauteur de 16 $ (450 $ de 2012) par once troy dans l'une des banques ayant ouvert à Dawson City ou était simplement utilisé comme monnaie d'échange avec les commerçants locaux,.

### Commerce

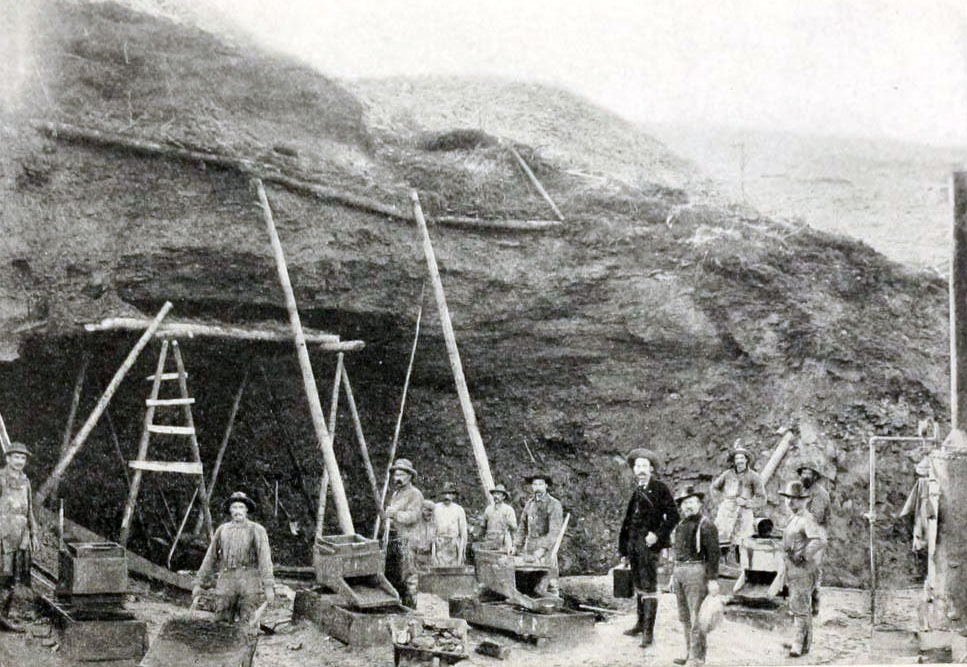
Entrée d'une mine avec les rockers au premier plan, 1899

La réussite de la prospection demandait du temps et du capital, en particulier lorsque la plus grande partie des arbres du Klondike avaient été abattus. Alors que tout le monde pouvait essayer de creuser des trous exploratoires, une entreprise d'extraction réaliste demandait 1 500 $ (42 000 $ de 2012) pour le bois nécessaire à faire fondre le sol, 1 000 $ (28 000 $ de 2012) pour construire un barrage, 1 500 $ (42 000 $ de 2012) pour l'excavation et jusqu'à 600 $ (17 000 $ de 2012) pour les rampes de lavage, soit un total de 4 600 $ (129 000 $ de 2012).
L'attrait du Klondike pour un prospecteur était cependant que lorsque de l'or était découvert, sa concentration était très élevée. Certains ruisseaux du Klondike étaient quinze fois plus riches que ceux de Californie et plus riches encore que ceux d'Afrique du Sud. En seulement deux ans, la concession 29 sur l'Eldorado Creek a extrait pour 230 000 $ (6.5 millions de dollars de 2012) d'or,.
Selon la loi canadienne, les prospecteurs devaient d'abord obtenir une licence, soit à leur arrivée à Dawson City ou sur la route depuis Victoria en Colombie-Britannique. Ils pouvaient ensuite chercher de l'or, et lorsqu'ils avaient trouvé un terrain à leur convenance, déposer une demande de droits miniers. Pour ce faire, le prospecteur plantait des pieux dans le sol à une distance précise l'un de l'autre et retournait à Dawson City pour enregistrer sa concession pour 15 $ (420 $ de 2012). Cela devait normalement être fait en moins de trois jours et en 1897, une personne ne pouvait déposer qu'une demande par district à la fois. Les couples mariés exploitèrent cependant une faille juridique qui autorisait l'épouse à enregistrer une concession en son nom propre, doublant ainsi la taille de la concession du couple,. La concession pouvait être exploitée librement pendant un an, après quoi, il fallait payer un loyer annuel de 100 $ (2 800 $ de 2012). Si son propriétaire quittait son terrain pendant plus de trois jours sans bonne raison, un autre mineur pouvait déposer une demande sur la concession. Le gouvernement canadien imposait également une taxe d'entre 10 et 20% sur la valeur de l'or extrait.

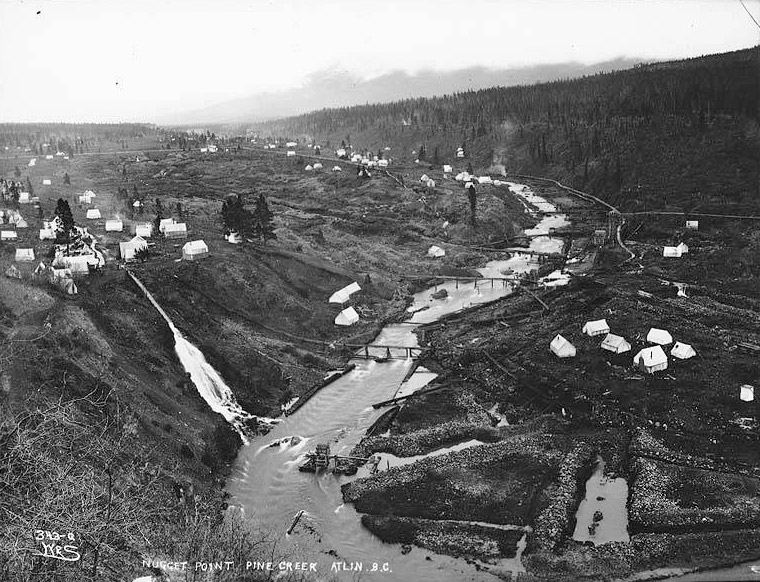
La rivière Pine Creek près d'Atlin en Colombie-Britannique en 1899. La ruée vers l'or d'Atlin fut une conséquence de celle du Klondike.

La taille exacte d'une concession était un sujet de dispute. Traditionnellement, une concession minière était accordée sur une bande de 150 m le long d'un ruisseau et s'étendait jusqu'au sommet des collines de chaque côté de la vallée. Les autorités canadiennes avaient essayé de réduire cette longueur à 45 m, mais, sous la pression des prospecteurs, furent obligées d'accepter 75 m. La seule exception était la concession Discovery, la première déposée sur un cours d'eau, qui pouvait atteindre 150 m de long,. La longueur exacte des concessions était souvent contestée et lorsque l'arpenteur William Ogilvie mena des études pour régler ces disputes, il découvrit que certaines concessions excédaient la limite officielle. Ces fractions supplémentaires pouvaient alors faire l'objet de concessions et étaient parfois très riches.
Les concessions pouvaient être vendues et leur prix dépendait de la présence prouvée ou non de l'or. Un prospecteur avec un capital pouvait envisager de prendre le risque d'acheter une concession « non prouvée » sur les meilleurs cours d'eau pour 5 000 $ (140 000 $ de 2012) ou une mine « prouvée » pour 50 000 $ (1 400 000 $ de 2012) mais les prix pouvaient être bien plus élevés ; la concession 8 sur l'Eldorado Creek fut vendue pour 350 000 $ (9.8 millions de dollars de 2012). Les propriétaires pouvaient également engager d'autres prospecteurs pour travailler dans leurs concessions.
Des mineurs dynamiques comme Alex McDonald, commencèrent à amasser des mines et des employés en finançant ses acquisitions avec des prêts à court terme ; à l'automne 1897, McDonald avait acheté 28 concessions dont la valeur estimée était de plusieurs millions de dollars. Swiftwater Bill Gates est également connu pour s'être lourdement endetté en achetant une concession sur l'Eldorado Creek et avait engagé des mineurs pour payer ses intérêts avec l'or extrait.
Les moins fortunés des prospecteurs se trouvèrent rapidement sans ressources. Certains choisirent de vendre leur matériel et de retourner vers le Sud. D'autres choisirent de rester sur place et de travailler dans les mines ou à Dawson City ; le salaire journalier, typiquement de 15 $ (420 $ de 2012), était élevé pour les critères de l'époque, mais faible comparé au coût de la vie dans le Klondike.
L'espoir qu'un nouveau ruisseau produise soudainement de l'or continuait de tenter les prospecteurs plus pauvres. Tout au long de la ruée de 1897-1899, des rumeurs de découvertes attiraient des petites foules qui espéraient pouvoir déposer une demande sur une riche concession.

## Vie dans le Klondike
Pendant la ruée vers "l'or du Klondike", la vie se concentra autour des rivières aurifères qui alimentaient la rivière Klondike. Mais l'afflux massif de prospecteurs entraîna la formation de villes champignons dont Dawson City était la plus grande,. Les nouvelles villes étaient surpeuplées et souvent anarchiques et la plupart disparurent à la fin de la ruée. La majorité des prospecteurs était des hommes mais de nombreuses femmes se rendirent dans la région, souvent en tant qu'épouses. Les mineurs ayant découvert de l'or dépensaient sans compter et suivaient un mode de vie extravagant, ce qui encouragea des hommes d'affaires à construire des hôtels et des lieux de divertissement. Dawson City resta une ville relativement calme, grâce à la présence de la Police montée canadienne, alors que les villes champignons de Skagway et Dyea, sous juridiction américaine, devinrent célèbres pour leur criminalité,.
Le climat extrême et l'isolement de la région faisaient que les prix des biens courants étaient élevés et que les nouvelles du monde extérieur étaient rares,.

### Villes champignons

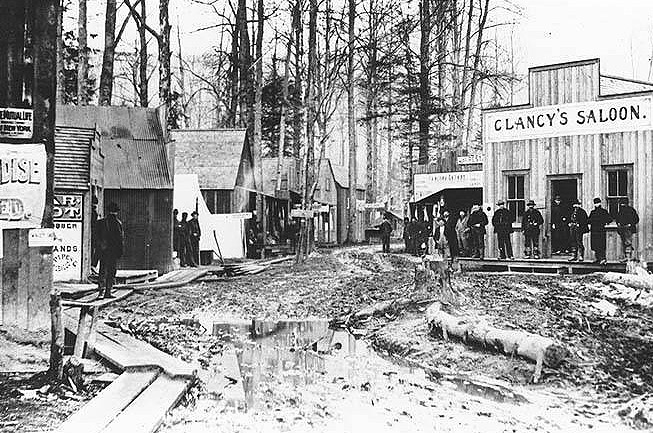
Une rue boueuse de Skagway en octobre 1897

Les ports de Dyea et de Skagway, par lesquels transitèrent la plupart des prospecteurs à destination du Klondike, étaient avant la ruée vers l'or de minuscules implantations qui ne comprenaient qu'une cabane en rondins.
Comme il n'existait aucune infrastructure portuaire, les navires devaient décharger leurs marchandises directement sur la plage, où les personnes essayaient de récupérer leurs biens avant la marée haute. Les marchandises étaient inévitablement cassées, volées ou perdues lors de la procédure.
Puis arrivèrent les commerçants. Certains étaient venus avec l'idée bien définie de fournir des biens et des services aux futurs mineurs. D'autres, venus d'abord attirés par l'or et découvrant les difficultés pour atteindre Dawson City, choisirent de faire de même. En quelques semaines, des magasins, des bars et des bureaux furent construits dans les rues boueuses de Dyea et de Skagway, entourés par des tentes et des taudis.
Skagway devint rapidement célèbre dans le monde entier et l'écrivain John Muir décrivit la ville comme « un nid de fourmis emmené dans un pays inconnu et énervé par un bâton ». Le col White, sur la route de Skagway au Klondike, fut fermé à la fin de l'année 1897 et environ 5 000 prospecteurs se retrouvèrent bloqués dans la ville, sans pouvoir continuer jusqu'à Dawson City ni rentrer chez eux. Tandis que Dyea resta un point de passage tout au long de l'hiver, Skagway commença à devenir une implantation permanente. La ville fit construire des quais dans la baie pour attirer certains passagers qui autrement seraient allés à Dyea.
Skagway était effectivement tombée dans l'anarchie, dominée par l'alcool, les armes et la prostitution. Lors de sa visite, le superintendant Sam Steele de la Police montée du Nord-Ouest nota qu'elle « n'était pas beaucoup plus qu'un enfer sur Terre… probablement l'endroit le plus sauvage du monde ». Néanmoins, avec 15 000 à 20 000 habitants à l'été 1898, Skagway devint la plus grande ville d'Alaska.

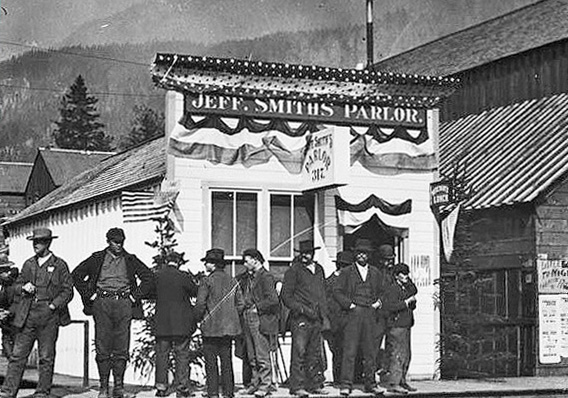
Le saloon Jeff Smith appartenant à Soapy Smith à Skagway en 1898

À la fin de l'été 1897, Skagway puis Dyea passèrent sous le contrôle de Jefferson Randolph « Soapy » Smith et de ses hommes, arrivés de Seattle peu après le début de l'expansion de Skagway,.
Smith était un escroc américain dont le gang (entre 200 et 300 hommes) trompait et détroussait les prospecteurs de passage dans la région. Il maintint pourtant l'illusion d'être un membre honorable de la communauté et ouvrit trois bars, ainsi que de faux commerces pour l'aider dans ses arnaques,.
Par exemple : un faux poste de télégraphie, dont l'opérateur faisait payer les prospecteurs pour envoyer des messages aux États-Unis et au Canada et prétendait même souvent recevoir une réponse. L'opposition à Smith se développa progressivement et il fut tué le 8 juillet 1898, lors d'une fusillade sur le quai Juneau avec un groupe d'autodéfense,.
D'autres villes connurent également une forte croissance. Wrangell, un port sur la route de Stikine et une ancienne ville champignon lors des ruées précédentes, vit sa population augmenter de nouveau et les braquages, le jeu et l'effeuillage devenir courants.
Valdez, fondée sur le golfe d'Alaska pour créer la route entièrement américaine vers le Klondike pendant l'hiver 1897-1898, devint une ville de tentes habitée par les personnes restées sur la côte pour ravitailler les tentatives de pénétration vers l'intérieur. Edmonton, au Canada, passa de 1 200 habitants avant la ruée à 4 000 en 1898. Au-delà de la région du Klondike, les villes de la côte Ouest comme San Francisco, Seattle, Tacoma, Portland, Vancouver et Victoria virent toutes leur population augmenter, grâce à la ruée vers l'or, et au commerce associé.

### Dawson City

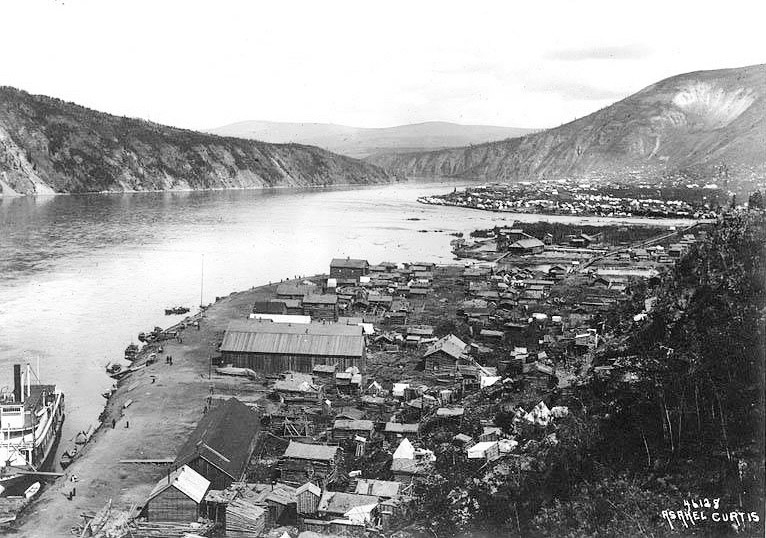
Photographie de Klondike City (au premier plan) avec le fleuve Yukon à gauche et Dawson City à l'arrière-plan à la confluence du Klondike (à droite), par Asahel Curtis, 1899.

Dawson City fut fondée aux premiers jours de la ruée vers l'or du Klondike lorsque le prospecteur Joseph Ladue et le commerçant Arthur Harper décidèrent de profiter de l'arrivée des mineurs,. Les deux hommes achetèrent 72 ha de vasières au confluent du Yukon et du Klondike auprès du gouvernement, posèrent les bases du plan des rues de la nouvelle ville et acheminèrent du bois du ravitaillement pour les vendre aux prospecteurs. Le village Hän de Tr'ochëk le long de la Deer Creek était jugé trop proche de la nouvelle ville et le superintendant de la Police montée, Charles Constantine, organisa son déplacement à 5 km en aval dans une petite réserve indienne. La ville, initialement appelée Harper and Ladue town site (« site urbain Harper et Ladue »), fut renommée Dawson City d'après le géographe George Mercer Dawson. Elle atteignit rapidement 500 personnes dans l'hiver 1896-1897 et les terrains se vendaient pour 500 $ (14 000 $ de 2012).
Au printemps 1898, la population de Dawson City était de 30 000 habitants. La rue principale de la ville, Front Street, était bordée d'entrepôts et de bâtiments hâtivement construits, tandis que le reste de la ville était encombré de tentes et des cabanes en rondins. Il n'y avait pas d'eau courante ou d'égouts et seulement deux sources fournissaient de l'eau potable en complément des cours d'eau de plus en plus pollués.
Au printemps, les rues non pavées se transformaient en fondrières et en été, l'implantation empestait les déchets humains et était infestée de mouches et de moustiques. Le terrain devenait de plus en plus rare et le prix des lots pouvait atteindre jusqu'à 10 000 $ (280 000 $ de 2012) et les meilleurs emplacements de Front Street se vendaient 20 000 $ (560 000 $ de 2012) ; une simple cabane en rondins se louait 100 $ (2 800 $ de 2012) par mois. En conséquence, la population de Dawson City s'installa vers le sud jusque dans l'ancien village Hän qui fut renommé Klondike City. D'autres communautés s'installèrent à proximité des mines comme Granville, près de Dominion Creek, et Grand Forks, près de Bonanza Creek,.
La nouvelle ville se révéla très vulnérable au feu. Les maisons étaient construites en bois, chauffées par des poêles et éclairées par des bougies et des lampes à pétrole tandis que l'eau faisait défaut, en particulier durant l'hiver. Le premier grand incendie eut lieu le 25 novembre 1897 et un autre le 14 octobre 1898 fut aggravé par l'absence de service de lutte contre l'incendie et détruisit deux bars, le bureau de poste et la banque de l'Amérique du Nord britannique pour un coût total de 500 000 $ (14 millions de dollars de 2012,,).
Le pire incendie commença le 26 avril 1899 dans un bar au moment d'une grève du service de lutte contre l'incendie récemment établi. 117 bâtiments furent réduits en cendres et les dégâts furent estimés à plus d'un million de dollars (28 millions de dollars de 2012,,).

#### Logistique

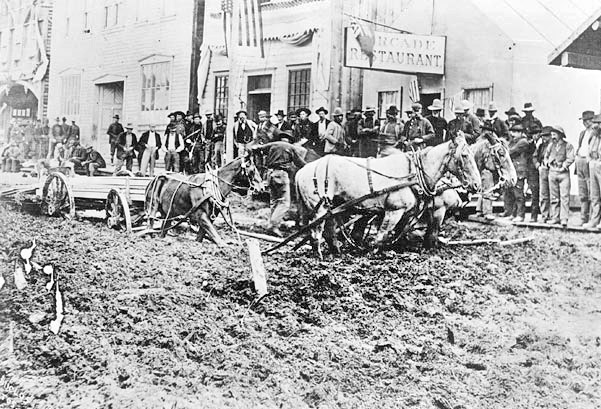
Un chariot est pris dans la boue de Front Street à Dawson City en 1898

L'isolement de Dawson City se révéla un problème continuel pour le ravitaillement de la ville en nourriture et quand la population dépassa les 5 000 habitants en 1897, la situation devint critique,. Lorsque les cours d'eau gelèrent, il devint clair qu'il n'y aurait pas assez de nourriture pour passer l'hiver. La Police montée évacua certains prospecteurs sans provisions à Fort Yukon en Alaska à partir du 30 septembre, tandis que d'autres mineurs quittèrent le Klondike à la recherche de ravitaillement et d'abris pour l'hiver.
Sans surprise, le froid extrême causait des gelures parfois mortelles.
Les prix des produits de consommation étaient élevés à Dawson City et fluctuaient suivant la saison. Durant l'hiver 1897, la valeur du sel dépassa son poids en or et les clous, nécessaires aux travaux de construction, coûtaient jusqu'à 60 $ (1 700 $ de 2012) par kilogramme. Les boites de beurre se vendaient 5 $ (140 $ de 2012) l'unité.
Les huit chevaux présents à Dawson City furent abattus pour nourrir les chiens de traîneaux car ils ne pourraient pas survivre à l'hiver,. Les premiers produits frais arrivant au printemps 1898 se vendirent à des prix records, un seul œuf valait 3 $ (84 $ de 2012) et les pommes coûtaient 1 $ (28 $ de 2012).
Dans ces conditions, le scorbut, une maladie potentiellement mortelle, causée par le manque de produits frais, devint un problème majeur à Dawson City, particulièrement durant l'hiver ; les prospecteurs anglophones lui donnèrent le surnom de Canadian black leg (« Jambe noire canadienne ») en référence aux effets fâcheux de la maladie,.
L'écrivain Jack London en fut victime et même s'il survécut, cela mit un terme à sa carrière de prospecteur. La dysenterie et le paludisme étaient également courants à Dawson City et une épidémie de typhoïde éclata en juillet et devint endémique durant tout l'été. Près de 140 malades furent hospitalisés dans le nouvel hôpital Saint-Mary's et des milliers d'autres furent affectés. La situation s'améliora l'année suivante grâce à une meilleure gestion des eaux usées et le pompage d'eau plus en amont mais la typhoïde resta un problème. La nouvelle réserve Hän se trouvait cependant en aval de Dawson City et l'eau contaminée entraîna des épidémies de typhoïde et de diphtérie tout au long de la ruée vers l'or.

#### Extravagance

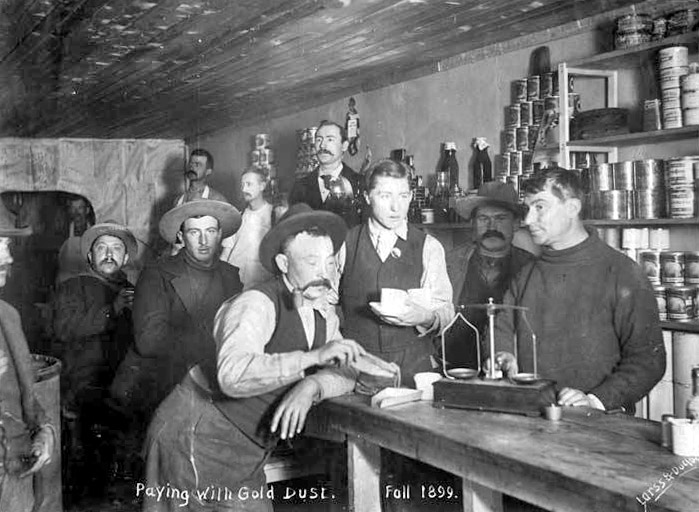
Paiement avec de la poudre d'or dans une épicerie de Dawson City, 1899

Malgré ces difficultés, les quantités énormes d'or arrivant chaque jour à Dawson City encouragèrent un mode de vie extravagant chez les prospecteurs les plus riches. Les bars étaient habituellement ouverts 24 heures sur 24 et le whisky était la boisson standard. Les jeux d'argent étaient populaires et les grands bars avaient chacun leurs salles de jeu. Les mises étaient élevées et les riches prospecteurs pariaient habituellement 1 000 $ (28 000 $ de 2012) aux dés ou jouaient au poker avec un pot de 5 000 $ (140 000 $ de 2012). Les établissements de Front Street avaient de grandes façades de style parisien, avec des miroirs et, à partir de la fin de l'année 1898, étaient éclairés par des lampes électriques. Les salles de danse de Dawson City étaient particulièrement éblouissantes et offraient un statut de prestige aux propriétaires et aux clients.
Les prospecteurs pouvaient boire du champagne à 60 $ (1 700 $ de 2012) la bouteille, et la construction et la décoration de la salle de danse du bar Pavillion coûta près de 100 000 $ (2 800 000 $ de 2012).
Les histoires de prospecteurs dépensant des quantités colossales d'argent pour se divertir sont nombreuses ; Jimmy McMahon dépensa par exemple 28 000 $ (780 000 $ de 2012) en une seule soirée. La plupart des paiements étaient réalisés avec de la poudre d'or et dans certains lieux comme les bars, il était possible de gagner de l'argent, en balayant simplement le sol. Certains des prospecteurs les plus riches vivaient de manière extravagante à Dawson City.
Swiftwater Bill Gates se déplaçait uniquement avec de la soie et des diamants et pour impressionner une femme qui aimait les œufs, alors un produit de luxe, il est dit qu'il aurait acheté tous les œufs de Dawson City pour les faire bouillir et nourrir les chiens avec. Lorsque sa chanteuse favorite quitta Dawson City, Frank Conrad jeta des objets en or et de l'argent dans son navire sur le départ pour lui prouver son estime,.
Les danseuses les plus riches suivaient les mêmes habitudes ; Daisy D'Avara se fit faire une ceinture avec des pièces en or d'une valeur totale de 340 $ (9 500 $ de 2012) ; une autre, Gertie Lovejoy, se fit poser un diamant dans l'espace entre ses deux incisives. À l'inverse, le mineur et homme d'affaires Alex McDonald détonait parmi ses pairs, du fait de son manque de dépenses somptuaires, malgré son surnom de King of the Klondike (« Roi du Klondike »).

#### Application de la loi

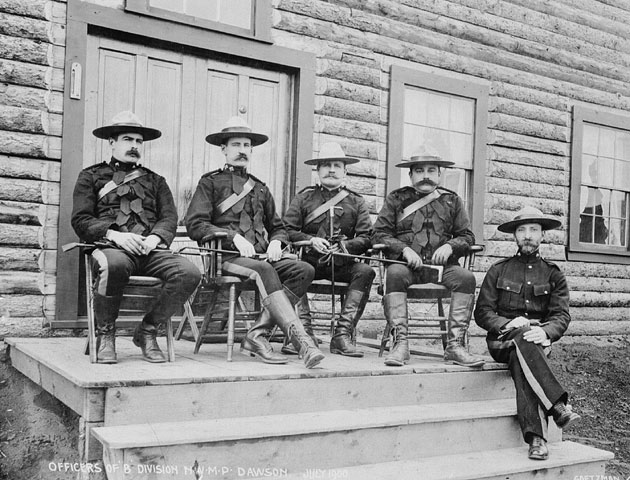
Officiers de la Police montée à Dawson City en juillet 1900

À la différence de ses équivalentes américaines, Dawson City était une ville respectueuse de la loi,. En 1897, 96 membres de la Police montée du Nord-Ouest avaient été déployés dans le district et en 1898, ce nombre était passé à 288 et représentait un coût important pour le gouvernement canadien,.
En juin 1898, les forces de police étaient commandées par le colonel Sam Steele, un officier avec une réputation de discipline sévère. Il n'y eut aucun meurtre en 1898 et les vols furent peu nombreux ; au total, il n'y eut cette année-là qu'environ 150 arrestations pour des délits graves dans le territoire du Yukon. Sur ces arrestations, plus de la moitié étaient pour prostitution et était la conséquence d'une tentative de la Police montée pour réguler l'industrie du sexe à Dawson City : des arrestations régulières, des amendes de 50 $ (1 400 $ de 2012) et des visites médicales étaient imposées et l'argent obtenu était utilisé pour financer les hôpitaux locaux,. Les Blue Laws étaient appliquées strictement. Les bars et les autres établissements fermaient immédiatement à minuit le et quiconque surpris à travailler le dimanche était passible d'une amende[Quoi ?] ou d'être condamné à couper du bois pour la Police montée,.
La Police montée est généralement considérée par les historiens comme une force efficace et honnête, même si leur tâche était aidée par la géographie du Klondike qui facilitait l'arrestation des suspects et le refoulement des indésirables,.
Par contraste avec la Police montée, les premières autorités civiles furent critiquées par les prospecteurs pour leur incompétence, voire leur corruption. Thomas Fawcett était le commissaire de l'or (en) et le directeur temporaire de l'administration du Klondike au début de la ruée ; il fut accusé de garder les détails des nouvelles concessions et autorisa ce que l'historienne Kathryn Winslow qualifia de « négligence, ignorance et de partialité » à régner dans le bureau d'enregistrement des concessions. Le problème prit de telles proportions que certains prospecteurs évoquèrent le renversement de l'administration par la force.
À la suite d'une campagne, en partie menée par la presse locale, Fawcett fut relevé de ses fonctions par le gouvernement canadien. Son successeur, le major James Morrow Walsh, avait une réputation de plus grande honnêteté et il arriva dans le Klondike en mai 1898, mais il tomba malade et retourna dans l'Est en juillet. C'est à son successeur, William Ogilvie, soutenu par une commission royale que revint la tâche de mener des réformes. La commission, handicapée par le manque de preuves concrètes, innocenta Fawcett de toutes les charges. Ogilvie se révéla un administrateur plus efficace, et il révisa de nombreuses études minières réalisées par ses prédécesseurs.

### Nouvelles et courrier

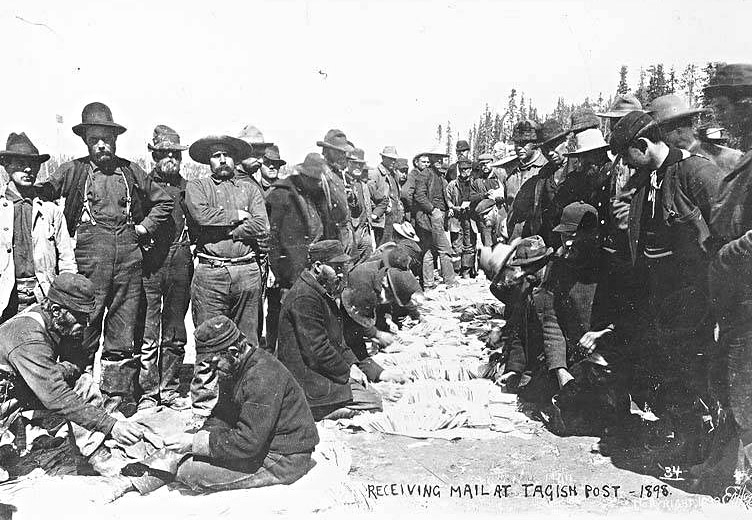
Réception du courrier au bureau de poste de Tagish en 1898

Du fait de l'isolement du Klondike, il y avait une forte demande pour des nouvelles et des contacts avec le monde extérieur. Durant les premiers mois de la ruée en 1897, il était dit qu'aucune nouvelle n'était trop ancienne pour être lue. En l'absence de journaux, certains prospecteurs lisaient les étiquettes des conserves jusqu'à les connaître par cœur.
L'année suivante, deux équipes franchirent les cols et arrivèrent à Dawson City avec des presses typographiques pour prendre le contrôle du potentiel marché journalistique. L'équipe de Gene Kelly, le rédacteur du Klondike Nugget, arriva en premier, mais ce fut l'équipe du Midnight Sun qui publia le premier quotidien de Dawson City,,. Le Dawson Miner commença à être vendu peu après, amenant le nombre de journaux dans la ville durant la ruée vers l'or à trois. L'abonnement annuel au Nugget était de 24 $ (670 $ de 2012) et il devint connu pour son engagement en faveur des mineurs et pour sa couverture claire des scandales.
Le papier était souvent rare à obtenir et durant l'hiver 1898-1899, le Nugget fut imprimé sur du papier d'emballage de boucherie.
Le service postal était chaotique et mal organisé en partie parce que le gouvernement canadien n'avait pas anticipé la ruée de prospecteurs américains dans la région. La mise en place d'un système efficace était handicapée par deux problèmes majeurs. Pour commencer, le courrier américain à destination de Dawson City était d'abord envoyé à Juneau dans le Sud-Est de l'Alaska puis à Circle avant d'être transporté jusqu'à Dawson City en remontant le fleuve Yukon. Les immenses distances à parcourir entraînaient des retards de plusieurs mois et la perte fréquente des enveloppes protectrices et des adresses. Le second problème se trouvait à Dawson City car la ville ne possédait initialement pas de bureau de poste et reposait donc sur deux magasins et un bar pour délivrer le courrier de manière informelle. La Police montée reçut la mission d'organiser la distribution du courrier en octobre 1897 mais elle était mal préparés pour cette mission. Jusqu'à près de 5 700 lettres pouvaient arriver d'un seul coup et devaient toutes être récupérées en personne au bureau de poste. Cela causait de longues files d'attente et certains patientaient jusqu'à trois jours pour recevoir leur courrier. Ceux qui n'avaient pas le temps de faire la queue et en avaient les moyens, pouvaient payer d'autres personnes pour patienter à leur place, de préférence une femme car elles étaient autorisées à passer au début de la file par politesse. Les timbres, comme le papier en général, étaient rares et limités à deux par client. À partir de 1899, un personnel formé remplaça la Police montée dans la gestion de la correspondance.

### Rôle des femmes

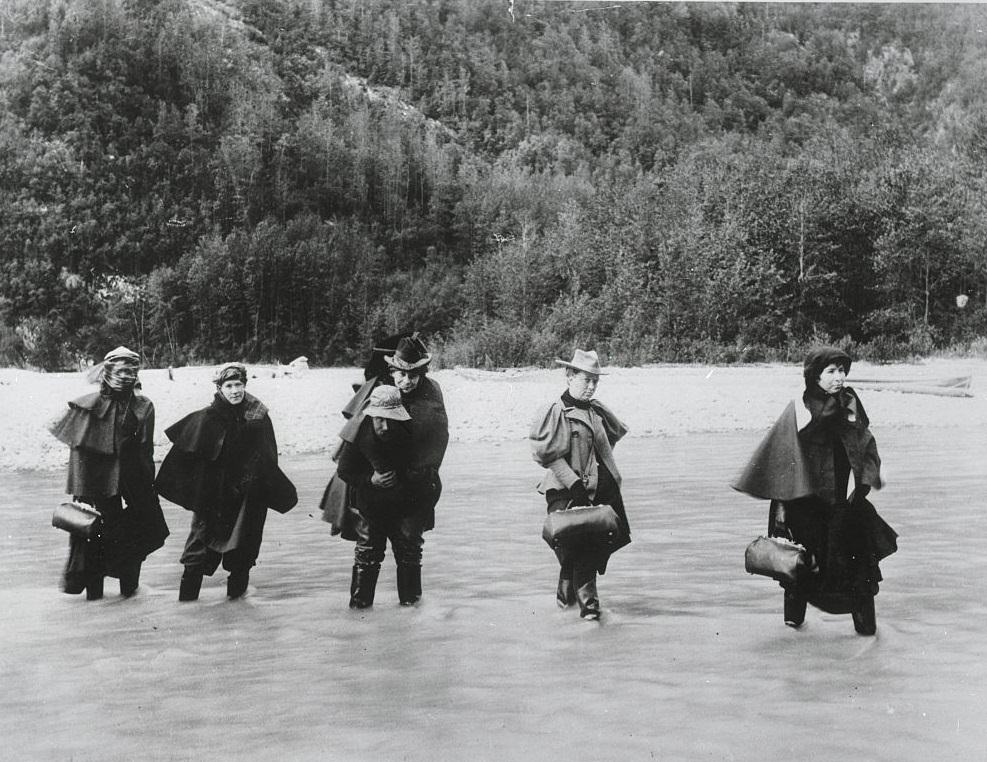
Comédiennes en route vers Dawson City en 1898

En 1898, 8 % seulement des habitants du territoire du Klondike étaient des femmes, et, dans les villes comme Dawson City, cette proportion était de 12 %. De nombreuses femmes étaient arrivées avec leurs époux et leurs familles mais certaines voyageaient seules. La plupart étaient venues dans le Klondike pour les mêmes raisons sociales et économiques que leurs collègues masculins, mais elles attirèrent l'attention particulière des médias.
Le déséquilibre des sexes dans le Klondike entraîna la mise en place d'un commerce consistant à proposer le transport de jeunes femmes célibataires dans la région pour épouser des prospecteurs devenus riches ; il y eut peu, voire aucun, mariage de ce type mais certaines femmes célibataires semblent s'être rendues seules à Dawson City dans l'espoir de trouver de riches époux. Les guides de voyage donnaient des recommandations sur les vêtements que les femmes devaient emmener dans le Klondike. Le code vestimentaire féminin de l'époque était formel et mettait l'accent sur les longues jupes et les corsets mais la plupart des femmes l'adaptaient aux difficultés des pistes. Sans égards pour leur expérience, les femmes d'une expédition étaient typiquement censées préparer le repas du groupe. Les enfants étaient rares dans le Klondike du fait des risques liés au voyage et à l'isolement de la région.
Une fois dans le Klondike, très peu de femmes, moins de 1 %, travaillaient comme prospecteurs. Beaucoup étaient mariées à des mineurs, mais leur vie dans les champs aurifères était souvent difficile et solitaire. Leurs tâches domestiques étaient nombreuses comme faire fondre la glace et la neige pour obtenir de l'eau, casser la nourriture congelée et couper du bois.
À Dawson City et dans les autres villes, certaines femmes faisaient la lessive, pour gagner de l'argent. Il s'agissait d'un travail physiquement éprouvant mais il pouvait facilement être associé à la garde des enfants. D'autres travaillaient dans les activités de service comme serveuses ou couturières ; ces activités étaient bien payées, mais étaient fréquemment ponctuées par des périodes de chômage. Des hommes et des femmes ouvrirent des restoroutes mais ces dernières étaient considérés comme plus à même de les gérer. Quelques femmes travaillaient comme porteuses ou devinrent domestiques.

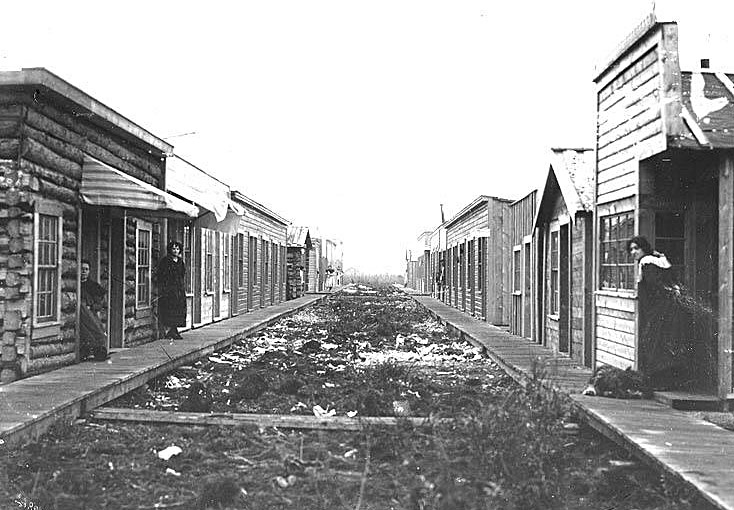
Photographie de l'une des rues de Klondike City avec ses prostituées

Les femmes les plus riches pouvaient investir dans des mines et d'autres commerces. L'une des femmes d'affaires les plus influentes du Klondike était Belinda Mulrooney. Elle avait emporté un chargement de vêtements et de bouillottes avec elle dans le Klondike au début de l'année 1897 et avec les profits des ventes, elle fit construire un restoroute à Grand Forks puis un grand hôtel à Dawson City. Elle investit dans de nombreux domaines, acheta sa propre compagnie d'excavation et était connue comme la femme la plus riche du Klondike,. Martha Black avait été abandonnée par son mari au début du voyage dans le Klondike mais elle continua sans lui et arriva à Dawson City où elle devint une citoyenne influente et investit dans diverses entreprises minières et commerciales avec son frère,.
Un nombre relativement faible de femmes travaillaient dans les industries du divertissement et du sexe. L'élite de ces femmes était composée des comédiennes bien payées et des courtisanes de Dawson City ; sous elles se trouvaient les danseuses de cabaret qui travaillaient souvent également comme animatrices et les autres travailleuses des bars. Bien que mieux payées que les employés masculins, ces femmes travaillaient de longues heures et devaient faire face à de nombreuses dépenses.
L'industrie du sexe dans le Klondike se concentrait à Klondike City et dans une petite rue de Dawson City. Il existait une hiérarchie de la prostitution avec les maisons closes et les petits salons au sommet, les « magasins de cigares » indépendants au milieu et en bas se trouvaient les prostituées qui travaillaient dans de petites cabanes appelées « clapiers ». La vie de ces travailleuses étaient une lutte permanente, et leur taux de suicide était élevé,.
Le niveau d'interaction entre les femmes amérindiennes et les prospecteurs variait. De nombreuses femmes Tinglits travaillaient comme porteurs pour les mineurs, tout en transportant leurs bébés. En revanche, les femmes Hän avaient relativement peu de contacts avec les immigrants blancs, et il existait une forte distinction sociale entre les femmes Hän et les femmes blanches. Si avant 1897, de nombreuses femmes amérindiennes avaient épousé des hommes blancs, comme Kate Carmarck, l'épouse Tagish de l'un des découvreurs, cette pratique ne survécut pas à la ruée.
Très peu de prospecteurs épousèrent des femmes Hän et très peu d'entre elles travaillèrent comme prostituées. Les femmes blanches « respectables » essayaient d'éviter les contacts avec les Amérindiennes ou les prostituées de peur de provoquer un scandale.

## Fin de la ruée vers l'or

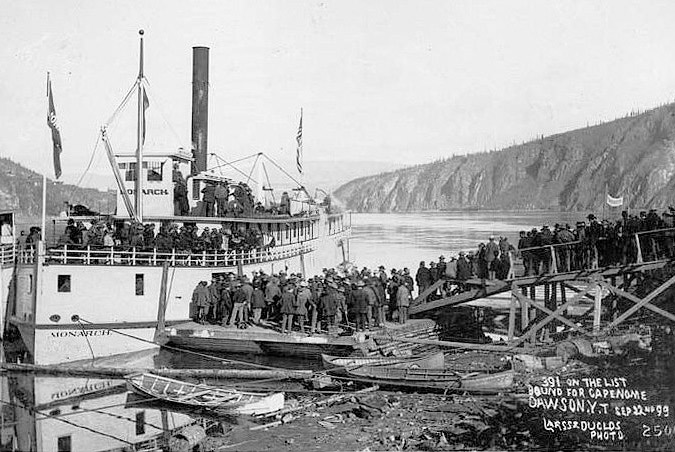
Personnes quittant Dawson City pour Nome en septembre 1899

En 1899, le télégraphe fut installé entre Skagway et Dawson City et permit des communications instantanées. En 1898, le chemin de fer White Pass and Yukon Route commença à être construit entre Skagway et Whitehorse ; 35 000 hommes participèrent à sa construction. Son achèvement en août 1900 rendit obsolète la piste du Chilkoot et ses tramways. Malgré ces améliorations dans les transports et les moyens de communication, l'intensité de la ruée commença à faiblir dès l'été 1898 lorsque de nombreux prospecteurs arrivant à Dawson City furent incapables de gagner leur vie, et rentrèrent chez eux. Pour ceux qui restaient, les salaires étaient tirés vers le bas du fait du fort taux de chômage et tombèrent à 100 $ (2 800 $ de 2012) par mois en 1899. Les journaux du monde entier commencèrent également à se tourner contre la ruée vers le Klondike. Ah, go to the Klondike ! (« Ah, va au Klondike ! ») devint une expression populaire pour signifier le refus d'une idée. Les produits estampillés Klondike furent cédés à bas prix à Seattle.
Un autre facteur du déclin fut les changements à Dawson City, dont l'expansion s'était poursuivie tout au long de l'année 1898. Dawson était passée d'une ville champignon certes délabrée, mais riche, à une municipalité plus établie et conservatrice. L'historienne Kathryn Winslow note l'introduction de produits de luxe comme des « baignoires en zinc, des tables de billard, des tapis de Bruxelles dans les salles à manger des hôtels, des menus rédigés en français et des bals sur invitation ».
Le sénateur Jerry Lynch en visite dans la ville compara les nouvelles rues pavées arpentées par des habitants vêtus élégamment au Strand de Londres. La ville n'attirait plus les prospecteurs habitués à un mode de vie plus extravagant,. Même l'ancienne ville anarchique de Skagway était devenue une communauté paisible et respectable en 1899.
L'élément le plus déterminant dans la fin de la ruée dans le Klondike fut cependant la découverte d'or dans d'autres régions du Canada et de l'Alaska. En août 1898, de l'or fut découvert à Atlin près des sources du Yukon et cela entraîna un afflux de prospecteurs, mais des quantités encore plus importantes furent trouvées à Nome à l'embouchure du Yukon durant l'hiver 1898-1899,,. En 1899, une nouvelle ruée commença vers Nome depuis le Klondike et 8 000 personnes quittèrent Dawson City en une seule semaine d'août, ; la ruée vers l'or du Klondike était terminée.

## Héritage

### Personnes

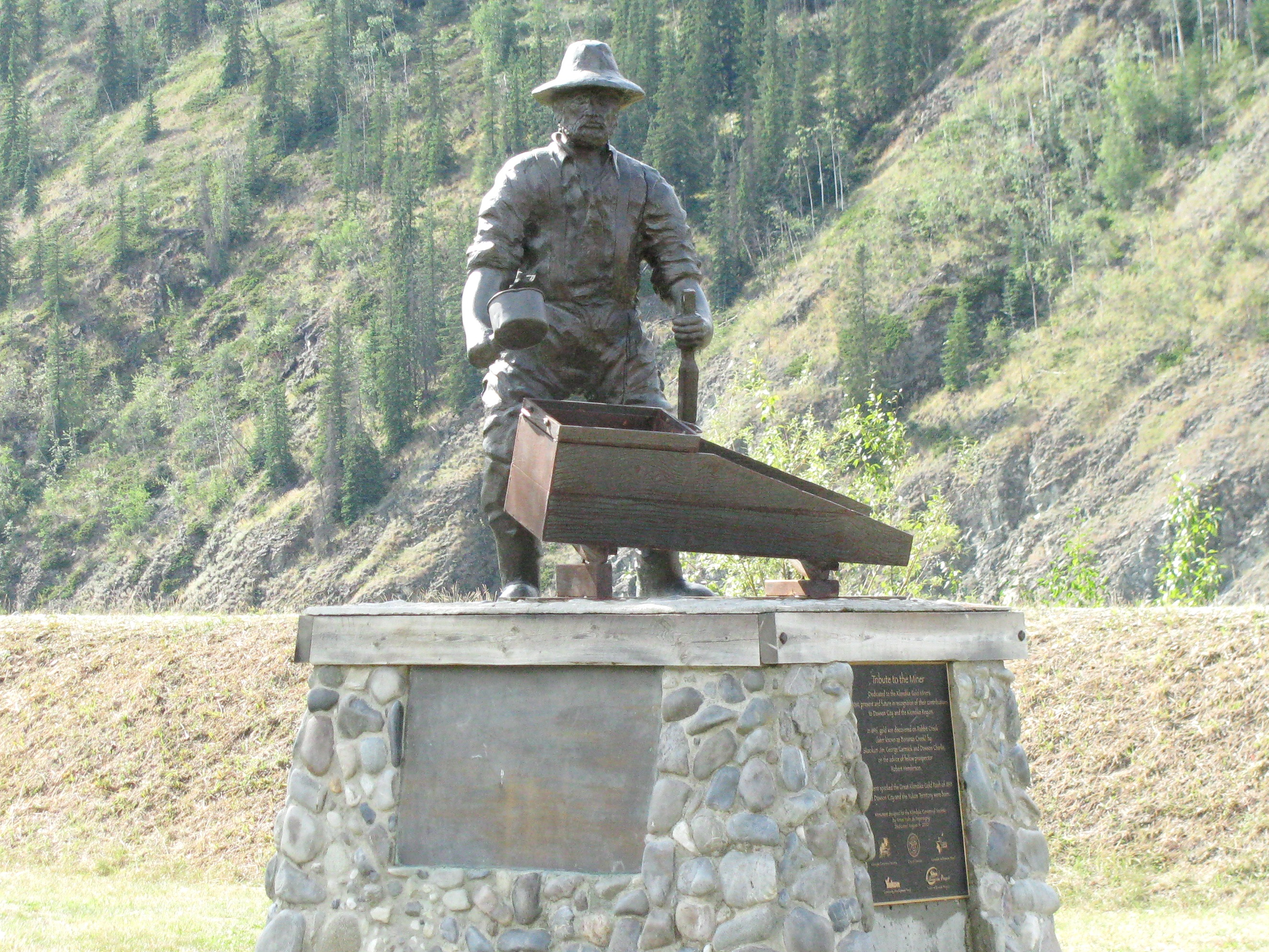
Monument honorant le « mineur du Yukon » à Dawson City

Seule une poignée des 100 000 personnes ayant participé à la ruée vers l'or du Klondike devint riche. Le coût du voyage dans la région était d'environ 1 000 $ (28 000 $ de 2012) et au total, cela dépassa la valeur de l'or produit entre 1897 et 1901.
Dans le même temps, la plupart de ceux ayant trouvé de l'or perdirent leurs fortunes dans les années suivantes. Ils moururent souvent sans le sou, en tentant de reproduire leur ancienne richesse dans de nouvelles opportunités minières.
L'homme d'affaires et mineur Alex McDonald continua d'acheter des terrains après la ruée et dilapida tout son argent ; il mourut criblé de dettes, alors qu'il continuait de prospecter.
Antoine Sanders, qui découvrit l'or d'Eldorado Creek, abusa de l'alcool, dépensa sa fortune et termina par travailler dans la cuisine d'un navire pour payer son voyage. Les trois premiers hommes à avoir découvert de l'or dans le Klondike eurent des destins variés. George Carmarck quitta son épouse Kate, qui ne s'adaptait pas à leur nouveau mode de vie, se remaria et vécut dans une relative aisance ; Skookum Jim devint riche grâce à ses redevances minières, mais refusa de s'établir et continua de prospecter jusqu'à sa mort en 1916 ; Dawson Charlie dépensa sans compter et mourut dans un accident lié à l'alcool,.
Les propriétaires des bars et des hôtels du Klondike, les hommes d'affaires et les joueurs perdirent également souvent leur fortune, et moururent dans la pauvreté.
Gene Allen, le rédacteur en chef du Klondike Nugget, fit faillite et passa le reste de sa carrière dans des publications de rang inférieur ; le propriétaire de bar et parieur compulsif, Sam Bonnifield, fit une dépression nerveuse et mourut dans une extrême pauvreté. D'autres parvinrent néanmoins à prospérer. Kate Rockwell, « Klondike Kate » devint une danseuse célèbre à Dawson City et resta populaire aux États-Unis jusqu'à sa mort. Son partenaire commercial et amant, Alexander Pantages, entama également sa carrière à Dawson City et devint l'un des plus grands producteurs de théâtre et de cinéma des États-Unis.
La femme d'affaires Martha Black se remaria et devint la seconde femme à siéger au Parlement du Canada,.
L'impact de la ruée vers l'or sur les peuples amérindiens de la région fut considérable. Les Tinglits et les Koyukons prospérèrent durant la courte période où ils travaillèrent comme guides, porteurs et vendeurs de nourriture auprès des prospecteurs.
Sur le long terme, les Amérindiens, et en particulier les Häns, souffrirent des dégâts environnementaux causés par l'extraction de l'or sur les cours d'eau et les forêts. Leur population avait déjà décliné après la découverte d'or le long de la rivière Fortymile dans les années 1880, mais elle s'effondra après leur déplacement dans une réserve en aval de Dawson City, où ils furent victimes de l'eau polluée et de la variole.
Les Häns profitèrent peu des retombées économiques de la ruée vers l'or et leurs terrains de pêche et de chasse furent largement détruits ; en 1904, seule l'aide de la Police montée empêcha une famine.

### Lieux

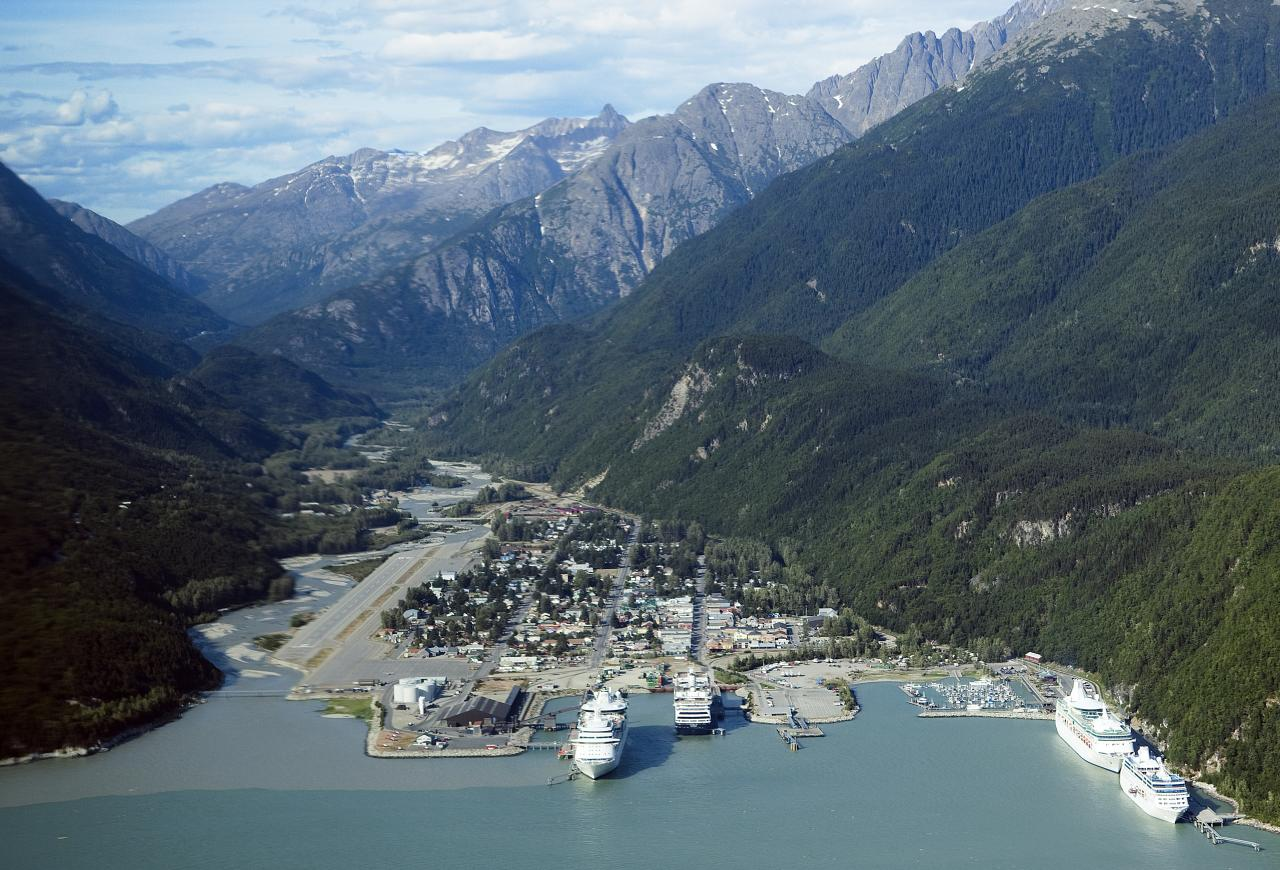
Skagway en 2009 avec des navires de croisière

Dawson City déclina après la ruée vers l'or. Les améliorations dans les transports permirent l'acheminement d'équipements miniers plus lourds et des mines modernes furent établies dans le Klondike où elles révolutionnèrent l'industrie de l'or,. La production d'or augmenta jusqu'en 1903 grâce à l'extraction hydraulique et au dragage des rivières, mais elle déclina par la suite.
En 2005, environ 570 tonnes d'or ont été extraites de la région du Klondike,,. Lorsque la journaliste Laura Berton s'installa à Dawson City en 1907, la ville était encore prospère mais en dehors de Front Street, la ville était devenue déserte et encombrée par ce qu'elle qualifia des « déchets de la ruée vers l'or : des poêles, des meubles, des battées, des services d'assiettes, des bouteilles d'eau de seltz, des piles de chaudières, de treuils, de brouettes et de pompes rouillées ». En 1912, il ne restait plus que 2 000 habitants à Dawson City à comparer à 30 000 durant la ruée vers l'or, et la ville commença à devenir une ville fantôme.
La population était tombée à 500 en 1972, tandis que les implantations voisines créées durant la ruée avaient été complètement abandonnées. Au XXIe siècle, l'économie de Dawson City est fondée sur une petite industrie minière et sur le tourisme.
De nombreux bâtiments du centre de la ville reflètent encore le style de l'époque. La population a augmenté depuis les années 1970 et était de 1 300 habitants en 2006. La vallée du Klondike est également marquée par les tranchées créées par les profonds dragages ayant eu lieu après la ruée.
Le port de Skagway déclina également après la ruée, mais il a été préservé en l'état et son économie est centrée sur l'industrie touristique et accueille les passagers des navires de croisière. Le National Park Service a entamé en 2010, la restauration du Jeff Smith's Parlor depuis lequel l'escroc « Soapy » Smith opérait. Skagway accueille également l'un des deux offices du tourisme du parc historique national de la ruée vers l'or du Klondike ; l'autre se trouvant à Seattle et les deux se concentrent sur les histoires humaines derrière la ruée vers l'or.
Par contraste, Dyea, la ville voisine et ancienne rivale de Skagway, a été abandonnée après la ruée et est devenue une ville fantôme.
Le chemin de fer construit pour les prospecteurs au col White dans la dernière année de la ruée rouvrit en 1988 et est aujourd'hui utilisé uniquement par les touristes ; de même la piste du Chilkoot est devenue un chemin de randonnée populaire.

### Culture

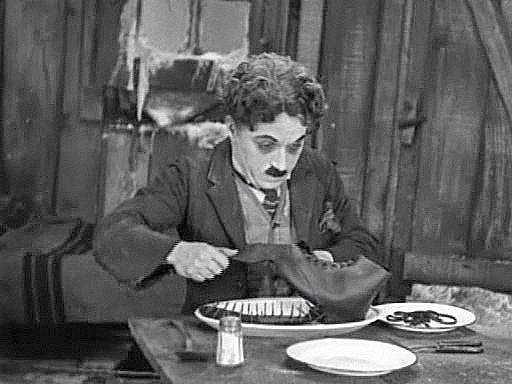
Charlie Chaplin dans La Ruée vers l'or de 1925.

Les événements de la ruée vers l'or du Klondike devinrent rapidement partie intégrante de la culture nord-américaine et furent immortalisés dans des poèmes, des récits, ces photographies et des campagnes promotionnelles bien après la fin de la ruée. Dans le Yukon, le Discovery Day (« Jour de la Découverte ») est célébré chaque année par un jour férié le troisième d'août et l'industrie touristique locale utilise souvent ces souvenirs,. Les événements ont été fréquemment exagérés dans les œuvres contemporaines et les études modernes sur le sujet se concentrent souvent sur les passages les plus dramatiques et excitants de la ruée sans forcément beaucoup de véracité historique,. L'historien Ken Coates décrit la ruée vers l'or comme un « mythe durable et malléable » qui continue de fasciner et de séduire.
Plusieurs romans et poèmes furent produits à la suite de la ruée vers l'or du Klondike. L'écrivain Jack London incorpora des scènes de la ruée dans ses romans se déroulant au Klondike comme L'Appel de la forêt et Croc-Blanc,. Son collègue, le poète Robert William Service ne participa pas à la ruée, mais il s'installa à Dawson City en 1908. Service rédigea les premiers poèmes sur le sujet dont Songs of a Sourdough, l'un des livres de poésie les plus vendus de la première décennie du XXe siècle, et son roman The Trail of '98 (« La Piste de 98 ») fut écrit à la main sur le papier peint de l'une des cabanes en rondins de Dawson City,,. L'historien canadien Pierre Berton a grandi à Dawson City où son père avait été prospecteur et rédigea plusieurs ouvrages historiques sur la ruée vers l'or dont The Last Great Gold Rush (« La Dernière Grande Ruée vers l'Or »). Un des romans posthumes de Jules Verne, retravaillé par son fils Michel, le Volcan d'or, décrit lui aussi la fièvre de l'or et les comportements qu'elle induit chez les prospecteurs,.
Les différents auteurs ayant créé l'univers des canards de Disney situent une partie des aventures de Balthazar Picsou lors de cette ruée. Ils font de cette ruée un moment fondateur de la fortune de Balthazar Picsou : Carl Barks relate l'épisode dans Retour au Klondike en 1953. Cette partie de sa vie, et la ruée vers l'or en toile de fond, seront ensuite particulièrement détaillées, dans les années 1990 et 2000, par Don Rosa dans L'Empereur du Klondike, La Prisonnière de la vallée de l'Agonie Blanche et Les Deux Cœurs du Yukon (avec apparition de Sam Steele), ainsi que dans Dernier raid pour Dawson, où le devenir touristique de la région est également évoqué. En français, le jeu de carte Solitaire est parfois appelé « la Ruée vers l'Or » et le nom anglais est « Klondike ».
Le scénario du téléfilm allemand en quatre épisodes L'Appel de l'or écrit en 1975 par Walter Ulbrich et diffusé en 1977 sur la première chaîne de télévision française s'inspire de l'œuvre de Jack London et de documents de l'époque. La ville de Dawson City et la réserve indienne des Tlingits ont été reconstitués en Roumanie pour les besoins du tournage.
Les photographies prises durant la ruée et en particulier les images de l'ascension du col Chilkoot devinrent célèbres et furent largement distribuées. Elles inspirèrent Charlie Chaplin pour son film La Ruée vers l'or de 1925 qui utilisa le contexte du Klondike pour associer la comédie avec la lutte pour la survie désespérée de son personnage dans les conditions difficiles de la ruée. Les photographies furent réutilisées dans le documentaire Capitale de l'or de 1957 narré par Pierre Berton et cette utilisation novatrice avec l'effet Ken Burns lui valut plusieurs prix dont la palme d'or du meilleur court métrage. La ruée vers l'or du Klondike a cependant été peu utilisée dans les fictions plus récentes ; même le film Je suis un aventurier de 1955 situé dans le Klondike en 1896 ignore les caractéristiques de la ruée en faveur d'un scénario traditionnel de western. Ainsi la plupart des œuvres littéraires populaires sur la ruée de l'or la considèrent simplement comme la phase finale de la conquête de l'Ouest, une perception critiquée par des historiens comme Charlene Porsild.
Cette ruée vers l'or constitue la trame de l'album de bande dessinée Le Klondike, de la série Lucky Luke.
Une mini-série américaine "Klondike" reprend le thème et est diffusée en janvier 2014 sur la chaîne de télévision Discovery Channel, puis en VF en janvier 2018 sur la chaîne Histoire. Le synopsis : les tribulations dans le Yukon, le long de la rivière Klondike, de deux jeunes aventuriers, Bill Haskell (interprété par l'acteur Richard Madden) et Byron Epstein (interprété par l'acteur Augustus Prew), décidés à faire fortune au temps de la ruée vers l'or à la fin des années 1890.

## Appendice

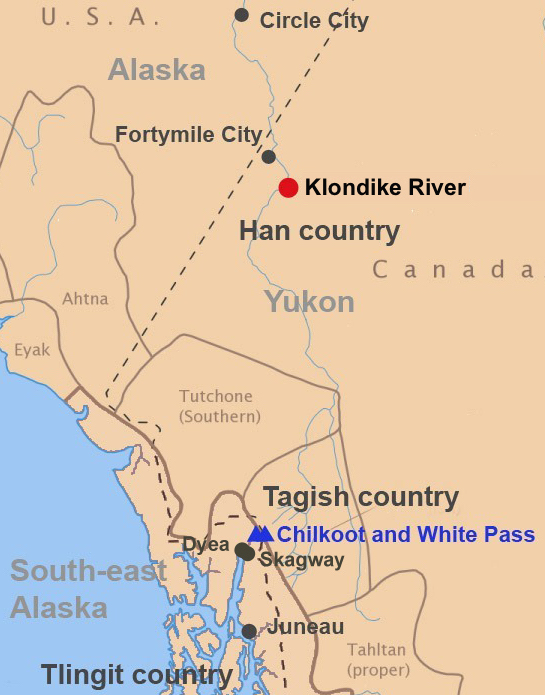
Noms des tribus amérindiennes, des cols et des villes. Le point rouge marque l'emplacement de la découverte où Dawson City fut par la suite construite.

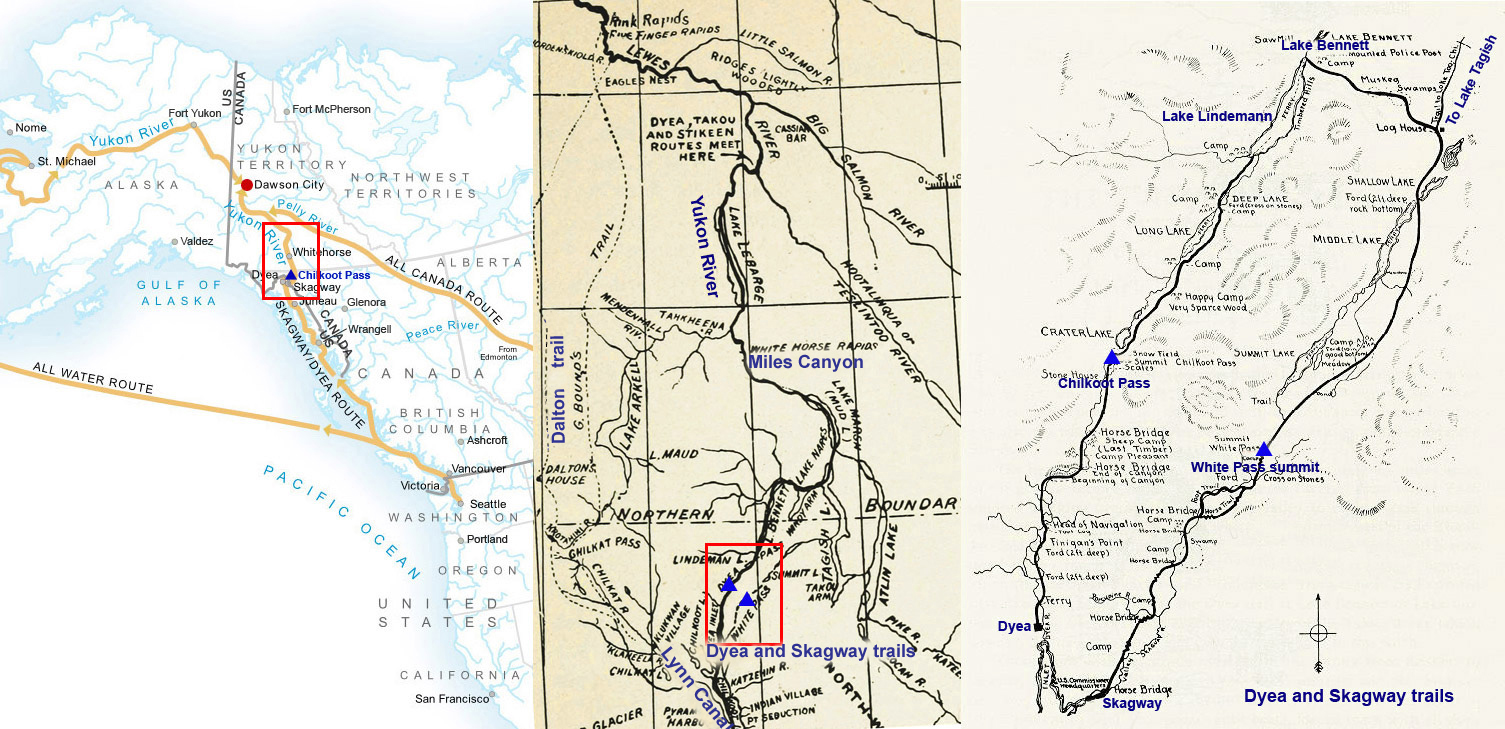
Vue d'ensemble et plus précise de la route Dyea/Skagway. Chaque cadre rouge représente un grossissement de la carte précédente. La piste Dalton est représentée à gauche de la carte centrale.

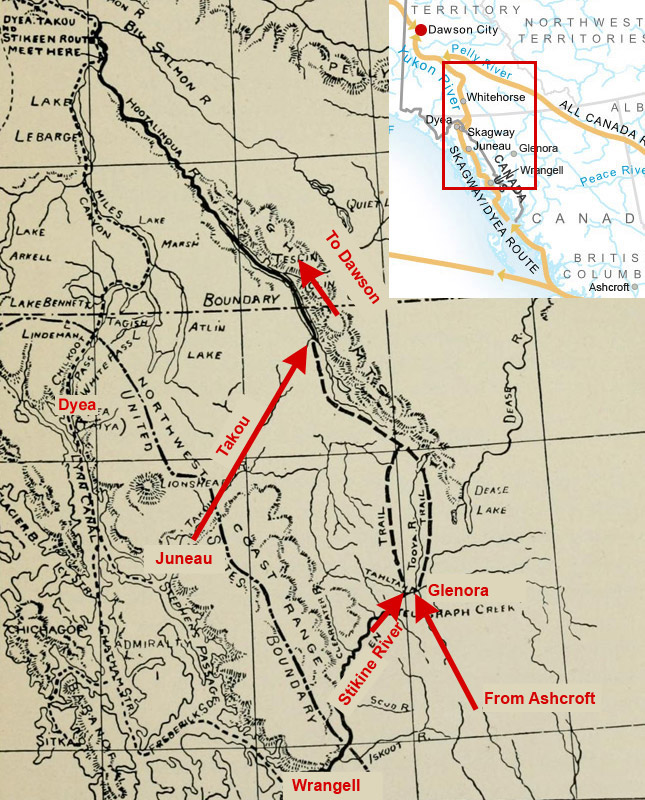
Route Takou et Stikine. En bas à droite, la branche de la route Stikine depuis Wrangell rejoint celle d'Ashcroft à Glenora. Les pistes continuent le long des pointillés. Au milieu, la route Takou rejoint la route Stikine au lac Teslin. Les deux rejoignent ensuite la piste Dyea/Skagway en haut à gauche.
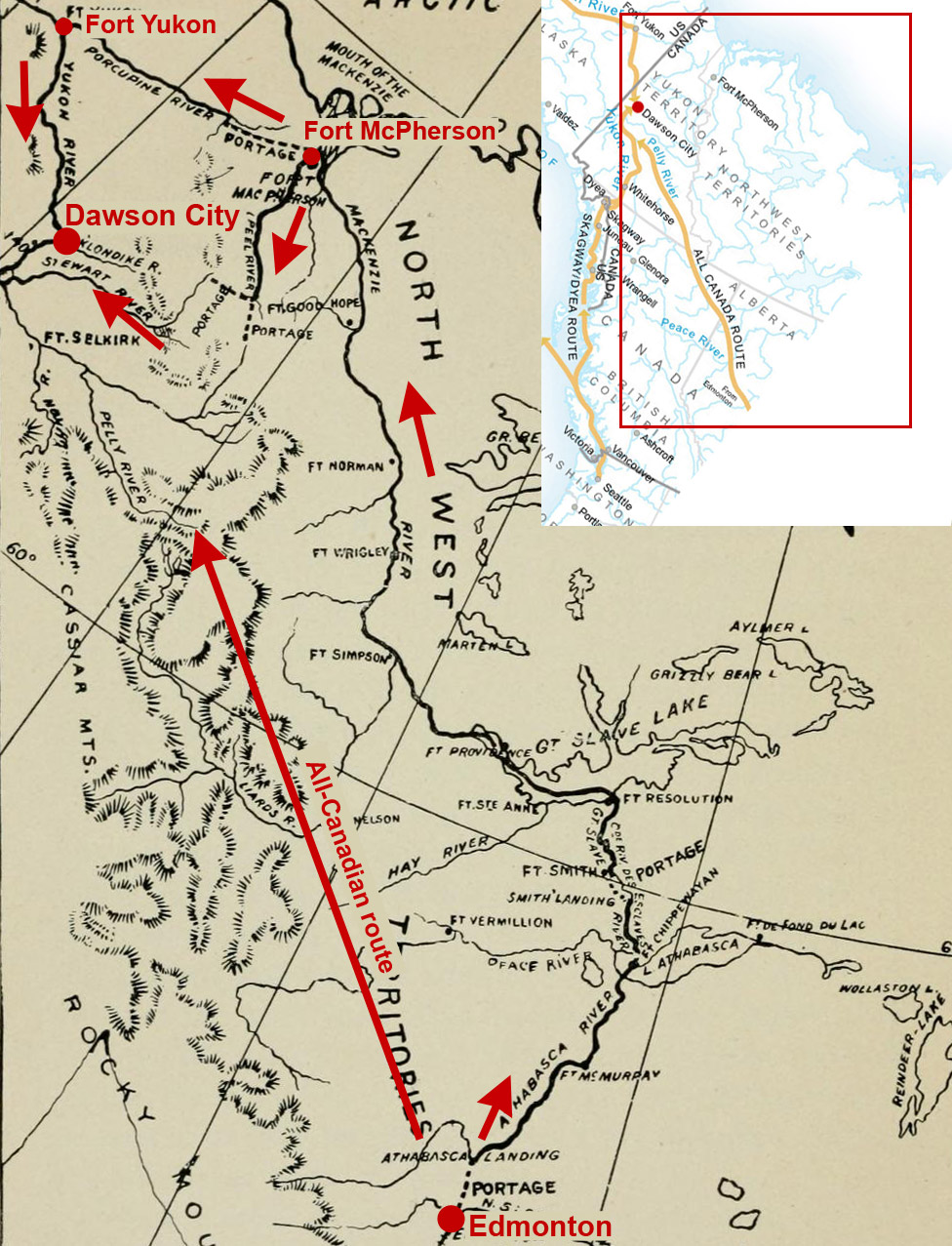
Routes Edmonton. La grande flèche part d'Edmonton et rejoint le fleuve Yukon via la rivière Pelly et des portages. La flèche noire suit la rivière McKenzie. Les flèches dans le coin supérieur gauche relient Fort Yukon à Dawson City.